# 一例一休
一例一休是指中華民國蔡英文政府在2016年所推動勞工工作日數的改革政策，目的在於讓臺灣勞工全面落實「周休二日」。該次修法主要為修正《勞動基準法》（下稱「勞基法」），使所有勞工每週可以有一天的例假（此例假為可勞資約定而更動，即不一定為六、日），以及一天的休息日。《一休》保留彈性加班的空間，以確保勞工有足夠的休息時間，以及可以彈性加班的空間；《一例》則強制休假。
主可以在徵詢勞工同意後，讓勞工在法定的休息日加班。至於例假日只有在必要時（例如天災、事變或是突發事件），雇主才能要求勞工加班，其中勞工在「一例」的例假日加班後，雇主依規定應予勞工擇日補假及加班費。勞基法的相關修正案於2016年12月6日在立法院三讀通過。加班費計算上，工作日加班之加班費計算基準在此次修法當中並未更動；休息日加班之加班費基準，提升為至少加給「平日每小時工資」之一又三分之一 ，以達成工作日加班與休息日加班之法制衡平；例假日之加班費基準同樣未更動。
上述法案於修正時，同時刪除勞基法原有規範的七天國定假日，因此元旦翌日、青年節、教師節、光復節、蔣公誕辰、國父誕辰以及行憲紀念日改為只紀念、不放假（中華民國國定假日法源仍是依據內政部訂頒之《紀念日與節日實施辦法》）。此外，同時針對「勞工特別休假」予以提高。針對工作年資滿6個月之勞工由原規定無需給予特休提升為應給予至少3日特休；年資滿1年未滿2年維持至少7日特休；年資2年以上未滿3年由原規定給予至少7日特休提升為給予至少10日特休；年資3年以上未滿5年由原規定給予至少10日特休提升為給予至少14日特休；年資5年以上未滿10年由原規定給予至少14日特休提升為給予至少15日特休。
一例一休上路後，許多工商團體、企業、公司行號認為法條過於僵化，造成（如遇淡、旺季時期）作業上無法調整，與實際情況脫節而反彈聲浪四起；有背景有財力的資本家等人，紛紛透過媒體或政治管道，向執政者喊話或甚至施壓。2017年9月8日，賴清德內閣上任第一週即定調修法給企業「彈性」的方向，隨即引來勞團激烈的反對及批評，以及民進黨內外正反爭執討論。後續行政院開始推動修法，並於2018年1月10日立法院三讀通過勞基法修正案，外界普遍視為一例一休修法之延續，二次修改「一例一休」與2016年「一例一休」修法後經常被混淆不清。勞工團體認為相關修法使勞動權益倒退，稱之為「勞基法修惡」。

## 一例一休之背景與緣起

### 昔日
- 以往只規定每七天有一天是例假日，工時為雙週84小時，法定的週休二日只在公教人員與學生實施（2001年開始實施）；企業主張實際狀況單週40工時，每週等於員工積欠公司2小時，這些時數累積起來等於砍七天國定假日，而公教人員與學生實施週休二日後，取消七天假，而現實情況各異：有週休二日雙週84工時保有七天假者；有週休二日單週40工時保有七天假者；有週休二日雙週84工時無七天假者；有週休二日單週40工時無七天假者；以及根本沒有週休二日、超時工作、亦無七天假的雇主違法情形。普遍的情況是，有週休二日，無七天假，而實際工時不明，自2016年一月一日起，工時縮減至每週40小時，而每週工作六天只要加起來不超過40小時，都是合法，但如此勞工就無法享有每週二日完整的休息，故有一例一休或週休二例之提議。
- 台灣勞工在企業濫用責任制（上班打卡制，下班責任制；A卡-正常班《勞檢用版本》、B卡-加班《企業內部自審業績版本》 雙打卡出勤紀錄）以及派遣契約工（透過外部仲介公司或同老闆的外掛仲介公司）的情形下，使得普遍工作嚴重超時，且無加班費、補休等補償，並且勞工談判力低落，勞資關係嚴重不對等，工會無法正常運作等。中華民國勞動部於2016年表示，2015年度台灣人年均工時為2,104小時，在各國中排名第四長，僅低於新加坡年工時2,371小時、墨西哥2,246小時與韓國2,113小時，並認為勞工年工時已逐年下降[15]。而根據媒體報導，2017年度台灣人年均工時為2,141小時，介於OECD的35個國家工時第2名的墨西哥2,257小時與至第3名的哥斯大黎加2179小時之間[16]
- 為順應潮流及社會環境需要，逐步縮減勞工之法定工作時數，民國90年（2001年）1月1日起，正常工作總時數由每週不得超過48小時，縮短為每2週不得超過84小時（即「隔週休二日」），自民國105年（2016年）1月1日起，更縮減為每週不得超過40小時（「週休二日」或單週「一例一休」）；不過政府機關、學校及少部分民間單位真正實施「隔週休二日」或「週休二日」的實際時間均比法定修改時間還早。

### 一例一休
- 一例一休：

每七天有一天是例假日、一天是休息日。雇主只要徵詢勞工同意後，即可在休息日協調勞工上班；如此，雇主只需要付加班費即可（但休息日加班費比平日加班費高），加班時數計算原以4小時為單位（即4小時以內以4小時計；逾4小時至8小時以內者，以8小時計；逾8小時至12小時以內者，以12小時計）修改後，採核實計算，不需補假。但例假日只能因天災、事變或突發事件加班，並應給予勞工事後補假休息。
- 國定假日：

元旦（1月1日）、除夕（農曆年最後一天）、春節（農曆正月初一至初三；計三天）、和平紀念日（2月28日）、兒童節（或婦幼節；4月4日）、清明節（4月4日或5日）、勞動節（5月1日）、端午節（農曆五月初五）、中秋節（農曆八月十五）、國慶日（10月10日）、原住民族歲時祭儀日（祭儀期間擇一日放假）；合計全年共12天（公務員比一般勞工少1日，原住民族勞工比一般勞工多1日）。
元旦翌日（1月2日）、青年節（3月29日）、教師節（9月28日）、光復節（10月25日）、蔣公誕辰（10月31日）、國父誕辰（11月12日）以及行憲紀念日（12月25日）改為只紀念、不放假，俗稱「砍七天假」。
備註：中華民國國定假日法源仍是依據內政部訂頒之《紀念日與節日實施辦法》；上述7天紀念日及節日在中華民國八十九年十二月三十日 由內政部發布（89）台內民字第 8962562 號令修正第 3、5 條條文之始，即排除為「非國定假日」；爾後皆採用只紀念，不放假的方式。
政府對「砍七天假」的說詞為：「過去雙週84小時（即「隔周休」）的工時制度下，勞工可比照2001年之前公務員與學生享有19日的國定假日，或挪移變成週休二日，而公務員與學生於2001年起全面週休二日後，就取消7日的放假，而勞工每7日只有1日的休息作為例假；而自2016年1月1日起縮減為單週40小時後，7天假無法再挪移變成週休二日，失去功能，為統一全國的休假日，因此勞工跟著公務員與學生取消7天假，而且一來一往勞工能多出6天的休假，勞工還多出一天的51勞動節。」，但反對者認為「週休二日落實與否」與「七天國定假日存廢」並非絕對相關的因果關係；此外，對於領時薪的勞工而言，七日內工作六日，前五日（平日）各工作6小時（合計30小時，計付30小時時薪），第六日（休息日）工作4小時（休息日加班4小時，計付10小時時薪），就等於是工作六天，卻與工作五天各8小時領取相同的薪水（40小時時薪）。只是已違反勞動部彙整發布「勞動基準法修法常見問答集」，於106年3月24日更新指出休息日不得拆分兩個半日實施的規定。由此並沒有真正落實週休二日，而且時薪制勞工從此無法在這七天享有國定假日雙倍的薪水，因此收入減少，況且在普遍過勞的環境下，多出7日的休假，只是讓勞工滿足最基本的休假權利而已。

### 週休二例
- 兩個例假：

此草案是主張每週七天有兩個例假日，例假日除了天灾、事变、突发事件等极少数因素，雇主不可以隨意要求勞工在例假日加班，勞工也無法自行在例假日上班；因特殊因素而使得勞工在例假日加班時，雇主必須給予加倍工資，並且補假給勞工，否則違法；因此每工作5天都可休二天，全面落实週休二日，時代力量以及勞工團體皆採取此主張。但資方認為，週休兩例會造成雇主排班彈性減少，因此普遍反對並主張週休兩例會嚴重衝擊台灣的經濟發展。

### 相關條文
例假及休息日：
　　
勞工每七日中應有二日之休息，其中一日為例假、一日為休息日。
雇主有下列情形之一，不受前項規定之限制：
　　一、依第三十條第二項規定變更正常工作時間者，勞工每七日中至少應有一日之例假，每二週內之例假及休息日至少應有四日。
　　二、依第三十條第三項規定變更正常工作時間者，勞工每七日中至少應有一日之例假，每八週內之例假及休息日至少應有十六日。
　　三、依第三十條之一規定變更正常工作時間者，勞工每二週內至少應有二日之例假，每四週內之例假及休息日至少應有八日。
雇主使勞工於休息日工作之時間，計入第三十二條第二項所定延長工作時間總數。但因天災、事變或突發事件，雇主使勞工於休息日工作之必要者，其工作時數不受第三十二條第二項規定之限制。

 — 《勞動基準法》第三十六條
休息日工作的加班費：

雇主使勞工於第三十六條所定休息日工作，工作時間在二小時以內者，其工資按平日每小時工資額另再加給一又三分之一以上；工作二小時後再繼續工作者，按平日每小時工資額另再加給一又三分之二以上。
前項休息日之工作時間及工資之計算，四小時以內者，以四小時計；逾四小時至八小時以內者，以八小時計；逾八小時至十二小時以內者，以十二小時計。

 — 《勞動基準法》第二十四條第二、三項

## 工時與休假
若以標準工時一日八小時，一週四十小時（週休二日；不計入加班、彈性工時或年假因素）計算：
一整年共有52週，全年雙休日（例假日及休息日）則有104天。
一年的國定假日有12天。
全年的工作日有249天至250天（閏年），非工作日的休息、休假有116天。
- 「休息日」與「例假」之差異：
  - 「休息日」是否調整出勤較為彈性，其出勤性質屬延長工作時間，雇主如有使勞工於休息日工作之必要，在遵守勞動基準法第24條第2項、第3項、第32條及第36條規定之前提下，可徵求勞工之同意出勤。
  - 「例假」屬強制性休假的規定，俾以適當地中斷勞工連續多日之工作，保護其身心健康，雇主不得任意剝奪勞工此項基本權益。例假之合法出勤要件，僅限於勞動基準法第40條所列「天災、事變或突發事件」之極特殊狀況，同時需向地方主管機關報備，若無該等法定原因，縱然勞工同意，亦不得使勞工於例假日工作。
  - 「休息日」與「例假」不一定就是周六與周日，可由勞資雙方約定日期。
- 「補假」、「補休」及「調移」的不同：
  - 補假：當國定假日遇「休息日」或「例假」時，「休息日」或「例假」日期不變，國定假日需另行補給，通常是提前或順延變成連續假期。
    - 依據內政部民國103年版本之《紀念日及節日實施辦法》內文第5-1條：紀念日及節日之放假日逢例假日應予補假。例假日為星期六者於前一個上班日補假，為星期日者於次一個上班日補假。但農曆除夕及春節放假日逢例假日，均於次一個上班日補假。

  - 補休：雇主經勞工同意，於休息日、國定假日或選舉投票日加班，勞工自願選擇補休；補休通常發生在加班之後。
  - 調移：彈性（變型）工時，經勞雇雙方約定調移（勞方工會同意、資方公告周知），調移日期可在原日期之前或之後。

### 一例一休

#### 一般（標準）工時
| 週休二日 單週工時四十小時 （例一） | 週休二日 單週工時四十小時 （例一） | 週休二日 單週工時四十小時 （例一） | 週休二日 單週工時四十小時 （例一） | 週休二日 單週工時四十小時 （例一） | 週休二日 單週工時四十小時 （例一） | 週休二日 單週工時四十小時 （例一） | 週休二日 單週工時四十小時 （例一） | 週休二日 單週工時四十小時 （例一） | 法規及注意事項 |
| 星期                               | 週一                               | 週二                               | 週三                               | 週四                               | 週五                               | 週六                               | 週日                               | 工時 合計                          | - 法規依據：勞基法第30條第1項。 - 休息日及例假日（第36條）： - 每七日中至少應有二日之休息，其中一日為例假日、一日為休息日。 - 例假日及休息日，並未限制僅能安排於星期六、日。【106.1.13新增】 - 例假及休息日不得拆分為2個半日實施。【106.3.24新增】 - 國定假日遇例假或休息日，則國定假日需另行補假（勞基法施行細則第23-1條）；以上異動需事先安排並公開班表。 - 正常工作時間： - 每日不得超過8小時。 - 每週不得超過40小時。 - 延長工時（加班）： - 每日延長工時連同正常工作時間不得超過12小時。 - 每月延長工作時間總時數不得超過46小時（免稅範圍）。 以上工時不含休息時間 |
| 類別                               | 工作日                             | 工作日                             | 工作日                             | 工作日                             | 工作日                             | 休息日                             | 例假日                             | 40小時                             | - 法規依據：勞基法第30條第1項。 - 休息日及例假日（第36條）： - 每七日中至少應有二日之休息，其中一日為例假日、一日為休息日。 - 例假日及休息日，並未限制僅能安排於星期六、日。【106.1.13新增】 - 例假及休息日不得拆分為2個半日實施。【106.3.24新增】 - 國定假日遇例假或休息日，則國定假日需另行補假（勞基法施行細則第23-1條）；以上異動需事先安排並公開班表。 - 正常工作時間： - 每日不得超過8小時。 - 每週不得超過40小時。 - 延長工時（加班）： - 每日延長工時連同正常工作時間不得超過12小時。 - 每月延長工作時間總時數不得超過46小時（免稅範圍）。 以上工時不含休息時間 |
| 工時／日                           | 8                                  | 8                                  | 8                                  | 8                                  | 8                                  | ---                                | ---                                | 40小時                             | - 法規依據：勞基法第30條第1項。 - 休息日及例假日（第36條）： - 每七日中至少應有二日之休息，其中一日為例假日、一日為休息日。 - 例假日及休息日，並未限制僅能安排於星期六、日。【106.1.13新增】 - 例假及休息日不得拆分為2個半日實施。【106.3.24新增】 - 國定假日遇例假或休息日，則國定假日需另行補假（勞基法施行細則第23-1條）；以上異動需事先安排並公開班表。 - 正常工作時間： - 每日不得超過8小時。 - 每週不得超過40小時。 - 延長工時（加班）： - 每日延長工時連同正常工作時間不得超過12小時。 - 每月延長工作時間總時數不得超過46小時（免稅範圍）。 以上工時不含休息時間 |
| 週休二日 單周工時四十小時 （例二） |                                    |                                    |                                    |                                    |                                    |                                    |                                    |                                    | - 法規依據：勞基法第30條第1項。 - 休息日及例假日（第36條）： - 每七日中至少應有二日之休息，其中一日為例假日、一日為休息日。 - 例假日及休息日，並未限制僅能安排於星期六、日。【106.1.13新增】 - 例假及休息日不得拆分為2個半日實施。【106.3.24新增】 - 國定假日遇例假或休息日，則國定假日需另行補假（勞基法施行細則第23-1條）；以上異動需事先安排並公開班表。 - 正常工作時間： - 每日不得超過8小時。 - 每週不得超過40小時。 - 延長工時（加班）： - 每日延長工時連同正常工作時間不得超過12小時。 - 每月延長工作時間總時數不得超過46小時（免稅範圍）。 以上工時不含休息時間 |
| 星期                               | 週一                               | 週二                               | 週三                               | 週四                               | 週五                               | 週六                               | 週日                               | 工時 合計                          | - 法規依據：勞基法第30條第1項。 - 休息日及例假日（第36條）： - 每七日中至少應有二日之休息，其中一日為例假日、一日為休息日。 - 例假日及休息日，並未限制僅能安排於星期六、日。【106.1.13新增】 - 例假及休息日不得拆分為2個半日實施。【106.3.24新增】 - 國定假日遇例假或休息日，則國定假日需另行補假（勞基法施行細則第23-1條）；以上異動需事先安排並公開班表。 - 正常工作時間： - 每日不得超過8小時。 - 每週不得超過40小時。 - 延長工時（加班）： - 每日延長工時連同正常工作時間不得超過12小時。 - 每月延長工作時間總時數不得超過46小時（免稅範圍）。 以上工時不含休息時間 |
| 類別                               | 工作日                             | 工作日                             | 休息日                             | 工作日                             | 例假日                             | 工作日                             | 工作日                             | 40小時                             | - 法規依據：勞基法第30條第1項。 - 休息日及例假日（第36條）： - 每七日中至少應有二日之休息，其中一日為例假日、一日為休息日。 - 例假日及休息日，並未限制僅能安排於星期六、日。【106.1.13新增】 - 例假及休息日不得拆分為2個半日實施。【106.3.24新增】 - 國定假日遇例假或休息日，則國定假日需另行補假（勞基法施行細則第23-1條）；以上異動需事先安排並公開班表。 - 正常工作時間： - 每日不得超過8小時。 - 每週不得超過40小時。 - 延長工時（加班）： - 每日延長工時連同正常工作時間不得超過12小時。 - 每月延長工作時間總時數不得超過46小時（免稅範圍）。 以上工時不含休息時間 |
| 工時／日                           | 8                                  | 8                                  | ---                                | 8                                  | ---                                | 8                                  | 8                                  | 40小時                             | - 法規依據：勞基法第30條第1項。 - 休息日及例假日（第36條）： - 每七日中至少應有二日之休息，其中一日為例假日、一日為休息日。 - 例假日及休息日，並未限制僅能安排於星期六、日。【106.1.13新增】 - 例假及休息日不得拆分為2個半日實施。【106.3.24新增】 - 國定假日遇例假或休息日，則國定假日需另行補假（勞基法施行細則第23-1條）；以上異動需事先安排並公開班表。 - 正常工作時間： - 每日不得超過8小時。 - 每週不得超過40小時。 - 延長工時（加班）： - 每日延長工時連同正常工作時間不得超過12小時。 - 每月延長工作時間總時數不得超過46小時（免稅範圍）。 以上工時不含休息時間 |

### 變形工時（彈性工時）

#### 雙週變形工時（一週一例，二週二例二休）
| 二周變形工時（例一）                       | 二周變形工時（例一） | 二周變形工時（例一） | 二周變形工時（例一） | 二周變形工時（例一） | 二周變形工時（例一） | 二周變形工時（例一） | 二周變形工時（例一） | 二周變形工時（例一） | 法規及注意事項 |
| 星期                                       | 週一                 | 週二                 | 週三                 | 週四                 | 週五                 | 週六                 | 週日                 | 工時 合計            | - 法規依據：勞基法第30條第2項 - 雙週變形工時，適用行業依勞基法相關規定；唯目前所有行業皆適用。 - 休息日、例假日及國定假日（第36條）： - 每七日中至少應有一日之例假（七休一）。 - 每二週(十四日)內之例假及休息日應至少有四日（休息日在十四天內需有二天）。 - 例假及休息日不得拆分為2個半日實施。【106.3.24新增】，且未限制僅能安排於星期六、日。【106.1.13新增】 - 工作日遇「國定假日」，可經「協商出勤」，並「彈性調移」國定假日；國定假日遇例假或休息日，則國定假日需另行補假（勞基法施行細則第23-1條）；以上異動需事先安排並公開班表。 - 正常工作時間： - 雇主經工會或勞方協商同意後，可將二週內二日之正常工作時數分配於其他工作日之時數，調整工時每日不超過二個小時。 - 每日正常工作總時數不超過10小時。 - 每週工作總時數不超過48小時。 - 二週工作總時數不超過80小時（其中一週48小時，另一週就只能32小時）。 - 延長工時（加班）： - 延長工時連同正常工時及調整工時每日不得超過12小時，每月延長工作時間總時數不得超過46小時（免稅範圍）。 以上工時不含休息時間 |
| 第 一 週 工時／日                          | 工作日               | 工作日               | 工作日               | 工作日               | 工作日               | 例假日               | 工作日               | 80小時               | - 法規依據：勞基法第30條第2項 - 雙週變形工時，適用行業依勞基法相關規定；唯目前所有行業皆適用。 - 休息日、例假日及國定假日（第36條）： - 每七日中至少應有一日之例假（七休一）。 - 每二週(十四日)內之例假及休息日應至少有四日（休息日在十四天內需有二天）。 - 例假及休息日不得拆分為2個半日實施。【106.3.24新增】，且未限制僅能安排於星期六、日。【106.1.13新增】 - 工作日遇「國定假日」，可經「協商出勤」，並「彈性調移」國定假日；國定假日遇例假或休息日，則國定假日需另行補假（勞基法施行細則第23-1條）；以上異動需事先安排並公開班表。 - 正常工作時間： - 雇主經工會或勞方協商同意後，可將二週內二日之正常工作時數分配於其他工作日之時數，調整工時每日不超過二個小時。 - 每日正常工作總時數不超過10小時。 - 每週工作總時數不超過48小時。 - 二週工作總時數不超過80小時（其中一週48小時，另一週就只能32小時）。 - 延長工時（加班）： - 延長工時連同正常工時及調整工時每日不得超過12小時，每月延長工作時間總時數不得超過46小時（免稅範圍）。 以上工時不含休息時間 |
| 第 一 週 工時／日                          | 8                    | 8                    | 8                    | 8                    | 8                    | ---                  | 8                    | 80小時               | - 法規依據：勞基法第30條第2項 - 雙週變形工時，適用行業依勞基法相關規定；唯目前所有行業皆適用。 - 休息日、例假日及國定假日（第36條）： - 每七日中至少應有一日之例假（七休一）。 - 每二週(十四日)內之例假及休息日應至少有四日（休息日在十四天內需有二天）。 - 例假及休息日不得拆分為2個半日實施。【106.3.24新增】，且未限制僅能安排於星期六、日。【106.1.13新增】 - 工作日遇「國定假日」，可經「協商出勤」，並「彈性調移」國定假日；國定假日遇例假或休息日，則國定假日需另行補假（勞基法施行細則第23-1條）；以上異動需事先安排並公開班表。 - 正常工作時間： - 雇主經工會或勞方協商同意後，可將二週內二日之正常工作時數分配於其他工作日之時數，調整工時每日不超過二個小時。 - 每日正常工作總時數不超過10小時。 - 每週工作總時數不超過48小時。 - 二週工作總時數不超過80小時（其中一週48小時，另一週就只能32小時）。 - 延長工時（加班）： - 延長工時連同正常工時及調整工時每日不得超過12小時，每月延長工作時間總時數不得超過46小時（免稅範圍）。 以上工時不含休息時間 |
| 第 二 週 工時／日                          | 工作日               | 工作日               | 工作日               | 工作日               | 休息日               | 休息日               | 例假日               | 80小時               | - 法規依據：勞基法第30條第2項 - 雙週變形工時，適用行業依勞基法相關規定；唯目前所有行業皆適用。 - 休息日、例假日及國定假日（第36條）： - 每七日中至少應有一日之例假（七休一）。 - 每二週(十四日)內之例假及休息日應至少有四日（休息日在十四天內需有二天）。 - 例假及休息日不得拆分為2個半日實施。【106.3.24新增】，且未限制僅能安排於星期六、日。【106.1.13新增】 - 工作日遇「國定假日」，可經「協商出勤」，並「彈性調移」國定假日；國定假日遇例假或休息日，則國定假日需另行補假（勞基法施行細則第23-1條）；以上異動需事先安排並公開班表。 - 正常工作時間： - 雇主經工會或勞方協商同意後，可將二週內二日之正常工作時數分配於其他工作日之時數，調整工時每日不超過二個小時。 - 每日正常工作總時數不超過10小時。 - 每週工作總時數不超過48小時。 - 二週工作總時數不超過80小時（其中一週48小時，另一週就只能32小時）。 - 延長工時（加班）： - 延長工時連同正常工時及調整工時每日不得超過12小時，每月延長工作時間總時數不得超過46小時（免稅範圍）。 以上工時不含休息時間 |
| 第 二 週 工時／日                          | 8                    | 8                    | 8                    | 8                    | ---                  | ---                  | ---                  | 80小時               | - 法規依據：勞基法第30條第2項 - 雙週變形工時，適用行業依勞基法相關規定；唯目前所有行業皆適用。 - 休息日、例假日及國定假日（第36條）： - 每七日中至少應有一日之例假（七休一）。 - 每二週(十四日)內之例假及休息日應至少有四日（休息日在十四天內需有二天）。 - 例假及休息日不得拆分為2個半日實施。【106.3.24新增】，且未限制僅能安排於星期六、日。【106.1.13新增】 - 工作日遇「國定假日」，可經「協商出勤」，並「彈性調移」國定假日；國定假日遇例假或休息日，則國定假日需另行補假（勞基法施行細則第23-1條）；以上異動需事先安排並公開班表。 - 正常工作時間： - 雇主經工會或勞方協商同意後，可將二週內二日之正常工作時數分配於其他工作日之時數，調整工時每日不超過二個小時。 - 每日正常工作總時數不超過10小時。 - 每週工作總時數不超過48小時。 - 二週工作總時數不超過80小時（其中一週48小時，另一週就只能32小時）。 - 延長工時（加班）： - 延長工時連同正常工時及調整工時每日不得超過12小時，每月延長工作時間總時數不得超過46小時（免稅範圍）。 以上工時不含休息時間 |
| 二周變形工時 （例二）《二休二，六休三 等》 |                      |                      |                      |                      |                      |                      |                      | 80小時               | - 法規依據：勞基法第30條第2項 - 雙週變形工時，適用行業依勞基法相關規定；唯目前所有行業皆適用。 - 休息日、例假日及國定假日（第36條）： - 每七日中至少應有一日之例假（七休一）。 - 每二週(十四日)內之例假及休息日應至少有四日（休息日在十四天內需有二天）。 - 例假及休息日不得拆分為2個半日實施。【106.3.24新增】，且未限制僅能安排於星期六、日。【106.1.13新增】 - 工作日遇「國定假日」，可經「協商出勤」，並「彈性調移」國定假日；國定假日遇例假或休息日，則國定假日需另行補假（勞基法施行細則第23-1條）；以上異動需事先安排並公開班表。 - 正常工作時間： - 雇主經工會或勞方協商同意後，可將二週內二日之正常工作時數分配於其他工作日之時數，調整工時每日不超過二個小時。 - 每日正常工作總時數不超過10小時。 - 每週工作總時數不超過48小時。 - 二週工作總時數不超過80小時（其中一週48小時，另一週就只能32小時）。 - 延長工時（加班）： - 延長工時連同正常工時及調整工時每日不得超過12小時，每月延長工作時間總時數不得超過46小時（免稅範圍）。 以上工時不含休息時間 |
| 星期                                       | 週一                 | 週二                 | 週三                 | 週四                 | 週五                 | 週六                 | 週日                 | 工時 合計            | - 法規依據：勞基法第30條第2項 - 雙週變形工時，適用行業依勞基法相關規定；唯目前所有行業皆適用。 - 休息日、例假日及國定假日（第36條）： - 每七日中至少應有一日之例假（七休一）。 - 每二週(十四日)內之例假及休息日應至少有四日（休息日在十四天內需有二天）。 - 例假及休息日不得拆分為2個半日實施。【106.3.24新增】，且未限制僅能安排於星期六、日。【106.1.13新增】 - 工作日遇「國定假日」，可經「協商出勤」，並「彈性調移」國定假日；國定假日遇例假或休息日，則國定假日需另行補假（勞基法施行細則第23-1條）；以上異動需事先安排並公開班表。 - 正常工作時間： - 雇主經工會或勞方協商同意後，可將二週內二日之正常工作時數分配於其他工作日之時數，調整工時每日不超過二個小時。 - 每日正常工作總時數不超過10小時。 - 每週工作總時數不超過48小時。 - 二週工作總時數不超過80小時（其中一週48小時，另一週就只能32小時）。 - 延長工時（加班）： - 延長工時連同正常工時及調整工時每日不得超過12小時，每月延長工作時間總時數不得超過46小時（免稅範圍）。 以上工時不含休息時間 |
| 第 一 週 工時／日                          | 工作日               | 工作日               | 休息日               | 休息日               | 工作日               | 工作日               | 例假日               | 80小時               | - 法規依據：勞基法第30條第2項 - 雙週變形工時，適用行業依勞基法相關規定；唯目前所有行業皆適用。 - 休息日、例假日及國定假日（第36條）： - 每七日中至少應有一日之例假（七休一）。 - 每二週(十四日)內之例假及休息日應至少有四日（休息日在十四天內需有二天）。 - 例假及休息日不得拆分為2個半日實施。【106.3.24新增】，且未限制僅能安排於星期六、日。【106.1.13新增】 - 工作日遇「國定假日」，可經「協商出勤」，並「彈性調移」國定假日；國定假日遇例假或休息日，則國定假日需另行補假（勞基法施行細則第23-1條）；以上異動需事先安排並公開班表。 - 正常工作時間： - 雇主經工會或勞方協商同意後，可將二週內二日之正常工作時數分配於其他工作日之時數，調整工時每日不超過二個小時。 - 每日正常工作總時數不超過10小時。 - 每週工作總時數不超過48小時。 - 二週工作總時數不超過80小時（其中一週48小時，另一週就只能32小時）。 - 延長工時（加班）： - 延長工時連同正常工時及調整工時每日不得超過12小時，每月延長工作時間總時數不得超過46小時（免稅範圍）。 以上工時不含休息時間 |
| 第 一 週 工時／日                          | 10                   | 10                   | ---                  | ---                  | 10                   | 10                   | ---                  | 80小時               | - 法規依據：勞基法第30條第2項 - 雙週變形工時，適用行業依勞基法相關規定；唯目前所有行業皆適用。 - 休息日、例假日及國定假日（第36條）： - 每七日中至少應有一日之例假（七休一）。 - 每二週(十四日)內之例假及休息日應至少有四日（休息日在十四天內需有二天）。 - 例假及休息日不得拆分為2個半日實施。【106.3.24新增】，且未限制僅能安排於星期六、日。【106.1.13新增】 - 工作日遇「國定假日」，可經「協商出勤」，並「彈性調移」國定假日；國定假日遇例假或休息日，則國定假日需另行補假（勞基法施行細則第23-1條）；以上異動需事先安排並公開班表。 - 正常工作時間： - 雇主經工會或勞方協商同意後，可將二週內二日之正常工作時數分配於其他工作日之時數，調整工時每日不超過二個小時。 - 每日正常工作總時數不超過10小時。 - 每週工作總時數不超過48小時。 - 二週工作總時數不超過80小時（其中一週48小時，另一週就只能32小時）。 - 延長工時（加班）： - 延長工時連同正常工時及調整工時每日不得超過12小時，每月延長工作時間總時數不得超過46小時（免稅範圍）。 以上工時不含休息時間 |
| 第 二 週 工時／日                          | 工作日               | 工作日               | 工作日               | 休息日               | 例假日               | 工作日               | 工作日               | 80小時               | - 法規依據：勞基法第30條第2項 - 雙週變形工時，適用行業依勞基法相關規定；唯目前所有行業皆適用。 - 休息日、例假日及國定假日（第36條）： - 每七日中至少應有一日之例假（七休一）。 - 每二週(十四日)內之例假及休息日應至少有四日（休息日在十四天內需有二天）。 - 例假及休息日不得拆分為2個半日實施。【106.3.24新增】，且未限制僅能安排於星期六、日。【106.1.13新增】 - 工作日遇「國定假日」，可經「協商出勤」，並「彈性調移」國定假日；國定假日遇例假或休息日，則國定假日需另行補假（勞基法施行細則第23-1條）；以上異動需事先安排並公開班表。 - 正常工作時間： - 雇主經工會或勞方協商同意後，可將二週內二日之正常工作時數分配於其他工作日之時數，調整工時每日不超過二個小時。 - 每日正常工作總時數不超過10小時。 - 每週工作總時數不超過48小時。 - 二週工作總時數不超過80小時（其中一週48小時，另一週就只能32小時）。 - 延長工時（加班）： - 延長工時連同正常工時及調整工時每日不得超過12小時，每月延長工作時間總時數不得超過46小時（免稅範圍）。 以上工時不含休息時間 |
| 第 二 週 工時／日                          | 8                    | 8                    | 8                    | ---                  | ---                  | 8                    | 8                    | 80小時               | - 法規依據：勞基法第30條第2項 - 雙週變形工時，適用行業依勞基法相關規定；唯目前所有行業皆適用。 - 休息日、例假日及國定假日（第36條）： - 每七日中至少應有一日之例假（七休一）。 - 每二週(十四日)內之例假及休息日應至少有四日（休息日在十四天內需有二天）。 - 例假及休息日不得拆分為2個半日實施。【106.3.24新增】，且未限制僅能安排於星期六、日。【106.1.13新增】 - 工作日遇「國定假日」，可經「協商出勤」，並「彈性調移」國定假日；國定假日遇例假或休息日，則國定假日需另行補假（勞基法施行細則第23-1條）；以上異動需事先安排並公開班表。 - 正常工作時間： - 雇主經工會或勞方協商同意後，可將二週內二日之正常工作時數分配於其他工作日之時數，調整工時每日不超過二個小時。 - 每日正常工作總時數不超過10小時。 - 每週工作總時數不超過48小時。 - 二週工作總時數不超過80小時（其中一週48小時，另一週就只能32小時）。 - 延長工時（加班）： - 延長工時連同正常工時及調整工時每日不得超過12小時，每月延長工作時間總時數不得超過46小時（免稅範圍）。 以上工時不含休息時間 |

##### 四班二輪（做二休二）班表範例
| 二周變形工時      | 二周變形工時 | 二周變形工時 | 二周變形工時 | 二周變形工時 | 二周變形工時 | 二周變形工時 | 二周變形工時 | 二周變形工時 | 二周變形工時 | 法規及注意事項 |
| 星期              | 週一         | 週二         | 週三         | 週四         | 週五         | 週六         | 週日         | 實際 工時    | 法規工時上限 | - 例假日： - 班表簡寫「例」；當日工時 0 - 休息日： - 班表簡寫「休」；當日工時 0 - 空班日： - 班表簡寫「空」；當日工時 0、因彈性調整工作日工時（每日挪用2小時）所產生的免出勤日。 - 優休日： - 班表簡寫「優」；當日工時 0、『優於勞基法規的休息日』，即兩周一個循環實際總工時較勞基法工時上限規定還少了10小時，且不被扣薪或補班。當月若遇上國定假日，通常可以被彈性調整安排至此日，直接視為「國定假日」。 - 工作日： - 即上班日，法規彈性工時每日上限10小時（不含兩次用餐時間各約40分鐘及兩次中途休息時間各約20分鐘）；上述實際上線工作時間及中途用餐休息時間，合計共12小時。 |
| 第 一 週 工時／日 | 空班日       | 工作日       | 工作日       | 休息日       | 例假日       | 工作日       | 工作日       | 70小時       | 80小時       | - 例假日： - 班表簡寫「例」；當日工時 0 - 休息日： - 班表簡寫「休」；當日工時 0 - 空班日： - 班表簡寫「空」；當日工時 0、因彈性調整工作日工時（每日挪用2小時）所產生的免出勤日。 - 優休日： - 班表簡寫「優」；當日工時 0、『優於勞基法規的休息日』，即兩周一個循環實際總工時較勞基法工時上限規定還少了10小時，且不被扣薪或補班。當月若遇上國定假日，通常可以被彈性調整安排至此日，直接視為「國定假日」。 - 工作日： - 即上班日，法規彈性工時每日上限10小時（不含兩次用餐時間各約40分鐘及兩次中途休息時間各約20分鐘）；上述實際上線工作時間及中途用餐休息時間，合計共12小時。 |
| 第 一 週 工時／日 | 空           | 10           | 10           | 休           | 例           | 10           | 10           | 70小時       | 80小時       | - 例假日： - 班表簡寫「例」；當日工時 0 - 休息日： - 班表簡寫「休」；當日工時 0 - 空班日： - 班表簡寫「空」；當日工時 0、因彈性調整工作日工時（每日挪用2小時）所產生的免出勤日。 - 優休日： - 班表簡寫「優」；當日工時 0、『優於勞基法規的休息日』，即兩周一個循環實際總工時較勞基法工時上限規定還少了10小時，且不被扣薪或補班。當月若遇上國定假日，通常可以被彈性調整安排至此日，直接視為「國定假日」。 - 工作日： - 即上班日，法規彈性工時每日上限10小時（不含兩次用餐時間各約40分鐘及兩次中途休息時間各約20分鐘）；上述實際上線工作時間及中途用餐休息時間，合計共12小時。 |
| 第 二 週 工時／日 | 優休日       | 空班日       | 工作日       | 工作日       | 休息日       | 例假日       | 工作日       | 70小時       | 80小時       | - 例假日： - 班表簡寫「例」；當日工時 0 - 休息日： - 班表簡寫「休」；當日工時 0 - 空班日： - 班表簡寫「空」；當日工時 0、因彈性調整工作日工時（每日挪用2小時）所產生的免出勤日。 - 優休日： - 班表簡寫「優」；當日工時 0、『優於勞基法規的休息日』，即兩周一個循環實際總工時較勞基法工時上限規定還少了10小時，且不被扣薪或補班。當月若遇上國定假日，通常可以被彈性調整安排至此日，直接視為「國定假日」。 - 工作日： - 即上班日，法規彈性工時每日上限10小時（不含兩次用餐時間各約40分鐘及兩次中途休息時間各約20分鐘）；上述實際上線工作時間及中途用餐休息時間，合計共12小時。 |
| 第 二 週 工時／日 | 優           | 空           | 10           | 10           | 休           | 例           | 10           | 70小時       | 80小時       | - 例假日： - 班表簡寫「例」；當日工時 0 - 休息日： - 班表簡寫「休」；當日工時 0 - 空班日： - 班表簡寫「空」；當日工時 0、因彈性調整工作日工時（每日挪用2小時）所產生的免出勤日。 - 優休日： - 班表簡寫「優」；當日工時 0、『優於勞基法規的休息日』，即兩周一個循環實際總工時較勞基法工時上限規定還少了10小時，且不被扣薪或補班。當月若遇上國定假日，通常可以被彈性調整安排至此日，直接視為「國定假日」。 - 工作日： - 即上班日，法規彈性工時每日上限10小時（不含兩次用餐時間各約40分鐘及兩次中途休息時間各約20分鐘）；上述實際上線工作時間及中途用餐休息時間，合計共12小時。 |
| 星期              | 週一         | 週二         | 週三         | 週四         | 週五         | 週六         | 週日         | 實際 工時    | 法規工時上限 | - 例假日： - 班表簡寫「例」；當日工時 0 - 休息日： - 班表簡寫「休」；當日工時 0 - 空班日： - 班表簡寫「空」；當日工時 0、因彈性調整工作日工時（每日挪用2小時）所產生的免出勤日。 - 優休日： - 班表簡寫「優」；當日工時 0、『優於勞基法規的休息日』，即兩周一個循環實際總工時較勞基法工時上限規定還少了10小時，且不被扣薪或補班。當月若遇上國定假日，通常可以被彈性調整安排至此日，直接視為「國定假日」。 - 工作日： - 即上班日，法規彈性工時每日上限10小時（不含兩次用餐時間各約40分鐘及兩次中途休息時間各約20分鐘）；上述實際上線工作時間及中途用餐休息時間，合計共12小時。 |
| 第 一 週 工時／日 | 工作日       | 優休日       | 空班日       | 工作日       | 工作日       | 休息日       | 例假日       | 70小時       | 80小時       | - 例假日： - 班表簡寫「例」；當日工時 0 - 休息日： - 班表簡寫「休」；當日工時 0 - 空班日： - 班表簡寫「空」；當日工時 0、因彈性調整工作日工時（每日挪用2小時）所產生的免出勤日。 - 優休日： - 班表簡寫「優」；當日工時 0、『優於勞基法規的休息日』，即兩周一個循環實際總工時較勞基法工時上限規定還少了10小時，且不被扣薪或補班。當月若遇上國定假日，通常可以被彈性調整安排至此日，直接視為「國定假日」。 - 工作日： - 即上班日，法規彈性工時每日上限10小時（不含兩次用餐時間各約40分鐘及兩次中途休息時間各約20分鐘）；上述實際上線工作時間及中途用餐休息時間，合計共12小時。 |
| 第 一 週 工時／日 | 10           | 優           | 空           | 10           | 10           | 休           | 例           | 70小時       | 80小時       | - 例假日： - 班表簡寫「例」；當日工時 0 - 休息日： - 班表簡寫「休」；當日工時 0 - 空班日： - 班表簡寫「空」；當日工時 0、因彈性調整工作日工時（每日挪用2小時）所產生的免出勤日。 - 優休日： - 班表簡寫「優」；當日工時 0、『優於勞基法規的休息日』，即兩周一個循環實際總工時較勞基法工時上限規定還少了10小時，且不被扣薪或補班。當月若遇上國定假日，通常可以被彈性調整安排至此日，直接視為「國定假日」。 - 工作日： - 即上班日，法規彈性工時每日上限10小時（不含兩次用餐時間各約40分鐘及兩次中途休息時間各約20分鐘）；上述實際上線工作時間及中途用餐休息時間，合計共12小時。 |
| 第 二 週 工時／日 | 工作日       | 工作日       | 休息日       | 例假日       | 工作日       | 工作日       | 空班日       | 70小時       | 80小時       | - 例假日： - 班表簡寫「例」；當日工時 0 - 休息日： - 班表簡寫「休」；當日工時 0 - 空班日： - 班表簡寫「空」；當日工時 0、因彈性調整工作日工時（每日挪用2小時）所產生的免出勤日。 - 優休日： - 班表簡寫「優」；當日工時 0、『優於勞基法規的休息日』，即兩周一個循環實際總工時較勞基法工時上限規定還少了10小時，且不被扣薪或補班。當月若遇上國定假日，通常可以被彈性調整安排至此日，直接視為「國定假日」。 - 工作日： - 即上班日，法規彈性工時每日上限10小時（不含兩次用餐時間各約40分鐘及兩次中途休息時間各約20分鐘）；上述實際上線工作時間及中途用餐休息時間，合計共12小時。 |
| 第 二 週 工時／日 | 10           | 10           | 休           | 例           | 10           | 10           | 空           | 70小時       | 80小時       | - 例假日： - 班表簡寫「例」；當日工時 0 - 休息日： - 班表簡寫「休」；當日工時 0 - 空班日： - 班表簡寫「空」；當日工時 0、因彈性調整工作日工時（每日挪用2小時）所產生的免出勤日。 - 優休日： - 班表簡寫「優」；當日工時 0、『優於勞基法規的休息日』，即兩周一個循環實際總工時較勞基法工時上限規定還少了10小時，且不被扣薪或補班。當月若遇上國定假日，通常可以被彈性調整安排至此日，直接視為「國定假日」。 - 工作日： - 即上班日，法規彈性工時每日上限10小時（不含兩次用餐時間各約40分鐘及兩次中途休息時間各約20分鐘）；上述實際上線工作時間及中途用餐休息時間，合計共12小時。 |

#### 四週變形工時（二週二例，四週四例四休）
| 四周變形工時（例一）  | 四周變形工時（例一） | 四周變形工時（例一） | 四周變形工時（例一） | 四周變形工時（例一） | 四周變形工時（例一） | 四周變形工時（例一） | 四周變形工時（例一） | 四周變形工時（例一） | 法規及注意事項 |
| 星期                  | 週一                 | 週二                 | 週三                 | 週四                 | 週五                 | 週六                 | 週日                 | 工時 合計            | - 法規依據：勞基法第30-1條。 - 四週變形工時，適用行業依勞基法相關規定；目前適用行業已有41種，服務業佔大多數、包括加油站、醫療服務、銀行、綜合商品零售、旅館以及桶裝瓦斯業等。（製造業則不適用於四週變形工時） - 休息日、例假日及國定假日（第36條）： - 每二週（十四日）內至少應有二日之例假（不限制必須一週一例假） - 每四週（二十八日）內之例假及休息日至少應有八日（其中四個休息日可在四週內變動，不限制一週一休息日）。 - 工作日遇「國定假日」，可經「協商出勤」，並「彈性調移」國定假日；國定假日遇例假或休息日，則國定假日需另行補假（勞基法施行細則第23-1條）；以上異動需事先安排並公開班表。 - 例假及休息日不得拆分為2個半日實施。【106.3.24新增】，且未限制僅能安排於星期六、日。【106.1.13新增】 - 正常工作時間： - 四週內正常工作時數分配於其他工作日之時數，調整工時每日不超過二個小時，且不受前條第二至第四項規定限制（第30之1條）。 - 每日正常工作總時數不超過10小時。 - 四週工作總時數不超過160小時。 - 延長工時（加班）： - 延長工時連同正常工時及調整工時每日不得超過12小時，每月延長工作時間總時數不得超過46小時（免稅範圍）。 - 經勞資會議同意後，延長之工作時間，一個月不得超過54小時，每三個月不得超過138小時（如果第一個月加班54小時，第二跟第三個月就都只能各加42小時，因為三個月加班時數加總不能超過138小時）。 以上工時不含休息時間 |
| 第 一 週 工時／日     | 工作日               | 例假日               | 工作日               | 例假日               | 工作日               | 工作日               | 工作日               | 160小時              | - 法規依據：勞基法第30-1條。 - 四週變形工時，適用行業依勞基法相關規定；目前適用行業已有41種，服務業佔大多數、包括加油站、醫療服務、銀行、綜合商品零售、旅館以及桶裝瓦斯業等。（製造業則不適用於四週變形工時） - 休息日、例假日及國定假日（第36條）： - 每二週（十四日）內至少應有二日之例假（不限制必須一週一例假） - 每四週（二十八日）內之例假及休息日至少應有八日（其中四個休息日可在四週內變動，不限制一週一休息日）。 - 工作日遇「國定假日」，可經「協商出勤」，並「彈性調移」國定假日；國定假日遇例假或休息日，則國定假日需另行補假（勞基法施行細則第23-1條）；以上異動需事先安排並公開班表。 - 例假及休息日不得拆分為2個半日實施。【106.3.24新增】，且未限制僅能安排於星期六、日。【106.1.13新增】 - 正常工作時間： - 四週內正常工作時數分配於其他工作日之時數，調整工時每日不超過二個小時，且不受前條第二至第四項規定限制（第30之1條）。 - 每日正常工作總時數不超過10小時。 - 四週工作總時數不超過160小時。 - 延長工時（加班）： - 延長工時連同正常工時及調整工時每日不得超過12小時，每月延長工作時間總時數不得超過46小時（免稅範圍）。 - 經勞資會議同意後，延長之工作時間，一個月不得超過54小時，每三個月不得超過138小時（如果第一個月加班54小時，第二跟第三個月就都只能各加42小時，因為三個月加班時數加總不能超過138小時）。 以上工時不含休息時間 |
| 第 一 週 工時／日     | 8                    | ---                  | 8                    | ---                  | 8                    | 8                    | 8                    | 160小時              | - 法規依據：勞基法第30-1條。 - 四週變形工時，適用行業依勞基法相關規定；目前適用行業已有41種，服務業佔大多數、包括加油站、醫療服務、銀行、綜合商品零售、旅館以及桶裝瓦斯業等。（製造業則不適用於四週變形工時） - 休息日、例假日及國定假日（第36條）： - 每二週（十四日）內至少應有二日之例假（不限制必須一週一例假） - 每四週（二十八日）內之例假及休息日至少應有八日（其中四個休息日可在四週內變動，不限制一週一休息日）。 - 工作日遇「國定假日」，可經「協商出勤」，並「彈性調移」國定假日；國定假日遇例假或休息日，則國定假日需另行補假（勞基法施行細則第23-1條）；以上異動需事先安排並公開班表。 - 例假及休息日不得拆分為2個半日實施。【106.3.24新增】，且未限制僅能安排於星期六、日。【106.1.13新增】 - 正常工作時間： - 四週內正常工作時數分配於其他工作日之時數，調整工時每日不超過二個小時，且不受前條第二至第四項規定限制（第30之1條）。 - 每日正常工作總時數不超過10小時。 - 四週工作總時數不超過160小時。 - 延長工時（加班）： - 延長工時連同正常工時及調整工時每日不得超過12小時，每月延長工作時間總時數不得超過46小時（免稅範圍）。 - 經勞資會議同意後，延長之工作時間，一個月不得超過54小時，每三個月不得超過138小時（如果第一個月加班54小時，第二跟第三個月就都只能各加42小時，因為三個月加班時數加總不能超過138小時）。 以上工時不含休息時間 |
| 第 二 週 工時／日     | 工作日               | 工作日               | 工作日               | 工作日               | 工作日               | 工作日               | 工作日               | 160小時              | - 法規依據：勞基法第30-1條。 - 四週變形工時，適用行業依勞基法相關規定；目前適用行業已有41種，服務業佔大多數、包括加油站、醫療服務、銀行、綜合商品零售、旅館以及桶裝瓦斯業等。（製造業則不適用於四週變形工時） - 休息日、例假日及國定假日（第36條）： - 每二週（十四日）內至少應有二日之例假（不限制必須一週一例假） - 每四週（二十八日）內之例假及休息日至少應有八日（其中四個休息日可在四週內變動，不限制一週一休息日）。 - 工作日遇「國定假日」，可經「協商出勤」，並「彈性調移」國定假日；國定假日遇例假或休息日，則國定假日需另行補假（勞基法施行細則第23-1條）；以上異動需事先安排並公開班表。 - 例假及休息日不得拆分為2個半日實施。【106.3.24新增】，且未限制僅能安排於星期六、日。【106.1.13新增】 - 正常工作時間： - 四週內正常工作時數分配於其他工作日之時數，調整工時每日不超過二個小時，且不受前條第二至第四項規定限制（第30之1條）。 - 每日正常工作總時數不超過10小時。 - 四週工作總時數不超過160小時。 - 延長工時（加班）： - 延長工時連同正常工時及調整工時每日不得超過12小時，每月延長工作時間總時數不得超過46小時（免稅範圍）。 - 經勞資會議同意後，延長之工作時間，一個月不得超過54小時，每三個月不得超過138小時（如果第一個月加班54小時，第二跟第三個月就都只能各加42小時，因為三個月加班時數加總不能超過138小時）。 以上工時不含休息時間 |
| 第 二 週 工時／日     | 8                    | 8                    | 8                    | 8                    | 8                    | 8                    | 8                    | 160小時              | - 法規依據：勞基法第30-1條。 - 四週變形工時，適用行業依勞基法相關規定；目前適用行業已有41種，服務業佔大多數、包括加油站、醫療服務、銀行、綜合商品零售、旅館以及桶裝瓦斯業等。（製造業則不適用於四週變形工時） - 休息日、例假日及國定假日（第36條）： - 每二週（十四日）內至少應有二日之例假（不限制必須一週一例假） - 每四週（二十八日）內之例假及休息日至少應有八日（其中四個休息日可在四週內變動，不限制一週一休息日）。 - 工作日遇「國定假日」，可經「協商出勤」，並「彈性調移」國定假日；國定假日遇例假或休息日，則國定假日需另行補假（勞基法施行細則第23-1條）；以上異動需事先安排並公開班表。 - 例假及休息日不得拆分為2個半日實施。【106.3.24新增】，且未限制僅能安排於星期六、日。【106.1.13新增】 - 正常工作時間： - 四週內正常工作時數分配於其他工作日之時數，調整工時每日不超過二個小時，且不受前條第二至第四項規定限制（第30之1條）。 - 每日正常工作總時數不超過10小時。 - 四週工作總時數不超過160小時。 - 延長工時（加班）： - 延長工時連同正常工時及調整工時每日不得超過12小時，每月延長工作時間總時數不得超過46小時（免稅範圍）。 - 經勞資會議同意後，延長之工作時間，一個月不得超過54小時，每三個月不得超過138小時（如果第一個月加班54小時，第二跟第三個月就都只能各加42小時，因為三個月加班時數加總不能超過138小時）。 以上工時不含休息時間 |
| 第 三 週 工時／日     | 工作日               | 工作日               | 工作日               | 工作日               | 例假日               | 工作日               | 工作日               | 160小時              | - 法規依據：勞基法第30-1條。 - 四週變形工時，適用行業依勞基法相關規定；目前適用行業已有41種，服務業佔大多數、包括加油站、醫療服務、銀行、綜合商品零售、旅館以及桶裝瓦斯業等。（製造業則不適用於四週變形工時） - 休息日、例假日及國定假日（第36條）： - 每二週（十四日）內至少應有二日之例假（不限制必須一週一例假） - 每四週（二十八日）內之例假及休息日至少應有八日（其中四個休息日可在四週內變動，不限制一週一休息日）。 - 工作日遇「國定假日」，可經「協商出勤」，並「彈性調移」國定假日；國定假日遇例假或休息日，則國定假日需另行補假（勞基法施行細則第23-1條）；以上異動需事先安排並公開班表。 - 例假及休息日不得拆分為2個半日實施。【106.3.24新增】，且未限制僅能安排於星期六、日。【106.1.13新增】 - 正常工作時間： - 四週內正常工作時數分配於其他工作日之時數，調整工時每日不超過二個小時，且不受前條第二至第四項規定限制（第30之1條）。 - 每日正常工作總時數不超過10小時。 - 四週工作總時數不超過160小時。 - 延長工時（加班）： - 延長工時連同正常工時及調整工時每日不得超過12小時，每月延長工作時間總時數不得超過46小時（免稅範圍）。 - 經勞資會議同意後，延長之工作時間，一個月不得超過54小時，每三個月不得超過138小時（如果第一個月加班54小時，第二跟第三個月就都只能各加42小時，因為三個月加班時數加總不能超過138小時）。 以上工時不含休息時間 |
| 第 三 週 工時／日     | 8                    | 8                    | 8                    | 8                    | ---                  | 8                    | 8                    | 160小時              | - 法規依據：勞基法第30-1條。 - 四週變形工時，適用行業依勞基法相關規定；目前適用行業已有41種，服務業佔大多數、包括加油站、醫療服務、銀行、綜合商品零售、旅館以及桶裝瓦斯業等。（製造業則不適用於四週變形工時） - 休息日、例假日及國定假日（第36條）： - 每二週（十四日）內至少應有二日之例假（不限制必須一週一例假） - 每四週（二十八日）內之例假及休息日至少應有八日（其中四個休息日可在四週內變動，不限制一週一休息日）。 - 工作日遇「國定假日」，可經「協商出勤」，並「彈性調移」國定假日；國定假日遇例假或休息日，則國定假日需另行補假（勞基法施行細則第23-1條）；以上異動需事先安排並公開班表。 - 例假及休息日不得拆分為2個半日實施。【106.3.24新增】，且未限制僅能安排於星期六、日。【106.1.13新增】 - 正常工作時間： - 四週內正常工作時數分配於其他工作日之時數，調整工時每日不超過二個小時，且不受前條第二至第四項規定限制（第30之1條）。 - 每日正常工作總時數不超過10小時。 - 四週工作總時數不超過160小時。 - 延長工時（加班）： - 延長工時連同正常工時及調整工時每日不得超過12小時，每月延長工作時間總時數不得超過46小時（免稅範圍）。 - 經勞資會議同意後，延長之工作時間，一個月不得超過54小時，每三個月不得超過138小時（如果第一個月加班54小時，第二跟第三個月就都只能各加42小時，因為三個月加班時數加總不能超過138小時）。 以上工時不含休息時間 |
| 第 四 週 工時／日     | 工作日               | 工作日               | 休息日               | 休息日               | 休息日               | 休息日               | 例假日               | 160小時              | - 法規依據：勞基法第30-1條。 - 四週變形工時，適用行業依勞基法相關規定；目前適用行業已有41種，服務業佔大多數、包括加油站、醫療服務、銀行、綜合商品零售、旅館以及桶裝瓦斯業等。（製造業則不適用於四週變形工時） - 休息日、例假日及國定假日（第36條）： - 每二週（十四日）內至少應有二日之例假（不限制必須一週一例假） - 每四週（二十八日）內之例假及休息日至少應有八日（其中四個休息日可在四週內變動，不限制一週一休息日）。 - 工作日遇「國定假日」，可經「協商出勤」，並「彈性調移」國定假日；國定假日遇例假或休息日，則國定假日需另行補假（勞基法施行細則第23-1條）；以上異動需事先安排並公開班表。 - 例假及休息日不得拆分為2個半日實施。【106.3.24新增】，且未限制僅能安排於星期六、日。【106.1.13新增】 - 正常工作時間： - 四週內正常工作時數分配於其他工作日之時數，調整工時每日不超過二個小時，且不受前條第二至第四項規定限制（第30之1條）。 - 每日正常工作總時數不超過10小時。 - 四週工作總時數不超過160小時。 - 延長工時（加班）： - 延長工時連同正常工時及調整工時每日不得超過12小時，每月延長工作時間總時數不得超過46小時（免稅範圍）。 - 經勞資會議同意後，延長之工作時間，一個月不得超過54小時，每三個月不得超過138小時（如果第一個月加班54小時，第二跟第三個月就都只能各加42小時，因為三個月加班時數加總不能超過138小時）。 以上工時不含休息時間 |
| 第 四 週 工時／日     | 8                    | 8                    | ---                  | ---                  | ---                  | ---                  | ---                  | 160小時              | - 法規依據：勞基法第30-1條。 - 四週變形工時，適用行業依勞基法相關規定；目前適用行業已有41種，服務業佔大多數、包括加油站、醫療服務、銀行、綜合商品零售、旅館以及桶裝瓦斯業等。（製造業則不適用於四週變形工時） - 休息日、例假日及國定假日（第36條）： - 每二週（十四日）內至少應有二日之例假（不限制必須一週一例假） - 每四週（二十八日）內之例假及休息日至少應有八日（其中四個休息日可在四週內變動，不限制一週一休息日）。 - 工作日遇「國定假日」，可經「協商出勤」，並「彈性調移」國定假日；國定假日遇例假或休息日，則國定假日需另行補假（勞基法施行細則第23-1條）；以上異動需事先安排並公開班表。 - 例假及休息日不得拆分為2個半日實施。【106.3.24新增】，且未限制僅能安排於星期六、日。【106.1.13新增】 - 正常工作時間： - 四週內正常工作時數分配於其他工作日之時數，調整工時每日不超過二個小時，且不受前條第二至第四項規定限制（第30之1條）。 - 每日正常工作總時數不超過10小時。 - 四週工作總時數不超過160小時。 - 延長工時（加班）： - 延長工時連同正常工時及調整工時每日不得超過12小時，每月延長工作時間總時數不得超過46小時（免稅範圍）。 - 經勞資會議同意後，延長之工作時間，一個月不得超過54小時，每三個月不得超過138小時（如果第一個月加班54小時，第二跟第三個月就都只能各加42小時，因為三個月加班時數加總不能超過138小時）。 以上工時不含休息時間 |
| 四周變形工時 （例二） |                      |                      |                      |                      |                      |                      |                      |                      | - 法規依據：勞基法第30-1條。 - 四週變形工時，適用行業依勞基法相關規定；目前適用行業已有41種，服務業佔大多數、包括加油站、醫療服務、銀行、綜合商品零售、旅館以及桶裝瓦斯業等。（製造業則不適用於四週變形工時） - 休息日、例假日及國定假日（第36條）： - 每二週（十四日）內至少應有二日之例假（不限制必須一週一例假） - 每四週（二十八日）內之例假及休息日至少應有八日（其中四個休息日可在四週內變動，不限制一週一休息日）。 - 工作日遇「國定假日」，可經「協商出勤」，並「彈性調移」國定假日；國定假日遇例假或休息日，則國定假日需另行補假（勞基法施行細則第23-1條）；以上異動需事先安排並公開班表。 - 例假及休息日不得拆分為2個半日實施。【106.3.24新增】，且未限制僅能安排於星期六、日。【106.1.13新增】 - 正常工作時間： - 四週內正常工作時數分配於其他工作日之時數，調整工時每日不超過二個小時，且不受前條第二至第四項規定限制（第30之1條）。 - 每日正常工作總時數不超過10小時。 - 四週工作總時數不超過160小時。 - 延長工時（加班）： - 延長工時連同正常工時及調整工時每日不得超過12小時，每月延長工作時間總時數不得超過46小時（免稅範圍）。 - 經勞資會議同意後，延長之工作時間，一個月不得超過54小時，每三個月不得超過138小時（如果第一個月加班54小時，第二跟第三個月就都只能各加42小時，因為三個月加班時數加總不能超過138小時）。 以上工時不含休息時間 |
| 星期                  | 週一                 | 週二                 | 週三                 | 週四                 | 週五                 | 週六                 | 週日                 | 工時 合計            | - 法規依據：勞基法第30-1條。 - 四週變形工時，適用行業依勞基法相關規定；目前適用行業已有41種，服務業佔大多數、包括加油站、醫療服務、銀行、綜合商品零售、旅館以及桶裝瓦斯業等。（製造業則不適用於四週變形工時） - 休息日、例假日及國定假日（第36條）： - 每二週（十四日）內至少應有二日之例假（不限制必須一週一例假） - 每四週（二十八日）內之例假及休息日至少應有八日（其中四個休息日可在四週內變動，不限制一週一休息日）。 - 工作日遇「國定假日」，可經「協商出勤」，並「彈性調移」國定假日；國定假日遇例假或休息日，則國定假日需另行補假（勞基法施行細則第23-1條）；以上異動需事先安排並公開班表。 - 例假及休息日不得拆分為2個半日實施。【106.3.24新增】，且未限制僅能安排於星期六、日。【106.1.13新增】 - 正常工作時間： - 四週內正常工作時數分配於其他工作日之時數，調整工時每日不超過二個小時，且不受前條第二至第四項規定限制（第30之1條）。 - 每日正常工作總時數不超過10小時。 - 四週工作總時數不超過160小時。 - 延長工時（加班）： - 延長工時連同正常工時及調整工時每日不得超過12小時，每月延長工作時間總時數不得超過46小時（免稅範圍）。 - 經勞資會議同意後，延長之工作時間，一個月不得超過54小時，每三個月不得超過138小時（如果第一個月加班54小時，第二跟第三個月就都只能各加42小時，因為三個月加班時數加總不能超過138小時）。 以上工時不含休息時間 |
| 第 一 週 工時／日     | 工作日               | 工作日               | 工作日               | 工作日               | 工作日               | 休息日               | 例假日               | 160小時              | - 法規依據：勞基法第30-1條。 - 四週變形工時，適用行業依勞基法相關規定；目前適用行業已有41種，服務業佔大多數、包括加油站、醫療服務、銀行、綜合商品零售、旅館以及桶裝瓦斯業等。（製造業則不適用於四週變形工時） - 休息日、例假日及國定假日（第36條）： - 每二週（十四日）內至少應有二日之例假（不限制必須一週一例假） - 每四週（二十八日）內之例假及休息日至少應有八日（其中四個休息日可在四週內變動，不限制一週一休息日）。 - 工作日遇「國定假日」，可經「協商出勤」，並「彈性調移」國定假日；國定假日遇例假或休息日，則國定假日需另行補假（勞基法施行細則第23-1條）；以上異動需事先安排並公開班表。 - 例假及休息日不得拆分為2個半日實施。【106.3.24新增】，且未限制僅能安排於星期六、日。【106.1.13新增】 - 正常工作時間： - 四週內正常工作時數分配於其他工作日之時數，調整工時每日不超過二個小時，且不受前條第二至第四項規定限制（第30之1條）。 - 每日正常工作總時數不超過10小時。 - 四週工作總時數不超過160小時。 - 延長工時（加班）： - 延長工時連同正常工時及調整工時每日不得超過12小時，每月延長工作時間總時數不得超過46小時（免稅範圍）。 - 經勞資會議同意後，延長之工作時間，一個月不得超過54小時，每三個月不得超過138小時（如果第一個月加班54小時，第二跟第三個月就都只能各加42小時，因為三個月加班時數加總不能超過138小時）。 以上工時不含休息時間 |
| 第 一 週 工時／日     | 8                    | 8                    | 8                    | 8                    | 8                    | ---                  | ---                  | 160小時              | - 法規依據：勞基法第30-1條。 - 四週變形工時，適用行業依勞基法相關規定；目前適用行業已有41種，服務業佔大多數、包括加油站、醫療服務、銀行、綜合商品零售、旅館以及桶裝瓦斯業等。（製造業則不適用於四週變形工時） - 休息日、例假日及國定假日（第36條）： - 每二週（十四日）內至少應有二日之例假（不限制必須一週一例假） - 每四週（二十八日）內之例假及休息日至少應有八日（其中四個休息日可在四週內變動，不限制一週一休息日）。 - 工作日遇「國定假日」，可經「協商出勤」，並「彈性調移」國定假日；國定假日遇例假或休息日，則國定假日需另行補假（勞基法施行細則第23-1條）；以上異動需事先安排並公開班表。 - 例假及休息日不得拆分為2個半日實施。【106.3.24新增】，且未限制僅能安排於星期六、日。【106.1.13新增】 - 正常工作時間： - 四週內正常工作時數分配於其他工作日之時數，調整工時每日不超過二個小時，且不受前條第二至第四項規定限制（第30之1條）。 - 每日正常工作總時數不超過10小時。 - 四週工作總時數不超過160小時。 - 延長工時（加班）： - 延長工時連同正常工時及調整工時每日不得超過12小時，每月延長工作時間總時數不得超過46小時（免稅範圍）。 - 經勞資會議同意後，延長之工作時間，一個月不得超過54小時，每三個月不得超過138小時（如果第一個月加班54小時，第二跟第三個月就都只能各加42小時，因為三個月加班時數加總不能超過138小時）。 以上工時不含休息時間 |
| 第 二 週 工時／日     | 工作日               | 工作日               | 工作日               | 工作日               | 休息日               | 休息日               | 例假日               | 160小時              | - 法規依據：勞基法第30-1條。 - 四週變形工時，適用行業依勞基法相關規定；目前適用行業已有41種，服務業佔大多數、包括加油站、醫療服務、銀行、綜合商品零售、旅館以及桶裝瓦斯業等。（製造業則不適用於四週變形工時） - 休息日、例假日及國定假日（第36條）： - 每二週（十四日）內至少應有二日之例假（不限制必須一週一例假） - 每四週（二十八日）內之例假及休息日至少應有八日（其中四個休息日可在四週內變動，不限制一週一休息日）。 - 工作日遇「國定假日」，可經「協商出勤」，並「彈性調移」國定假日；國定假日遇例假或休息日，則國定假日需另行補假（勞基法施行細則第23-1條）；以上異動需事先安排並公開班表。 - 例假及休息日不得拆分為2個半日實施。【106.3.24新增】，且未限制僅能安排於星期六、日。【106.1.13新增】 - 正常工作時間： - 四週內正常工作時數分配於其他工作日之時數，調整工時每日不超過二個小時，且不受前條第二至第四項規定限制（第30之1條）。 - 每日正常工作總時數不超過10小時。 - 四週工作總時數不超過160小時。 - 延長工時（加班）： - 延長工時連同正常工時及調整工時每日不得超過12小時，每月延長工作時間總時數不得超過46小時（免稅範圍）。 - 經勞資會議同意後，延長之工作時間，一個月不得超過54小時，每三個月不得超過138小時（如果第一個月加班54小時，第二跟第三個月就都只能各加42小時，因為三個月加班時數加總不能超過138小時）。 以上工時不含休息時間 |
| 第 二 週 工時／日     | 8+2                  | 10                   | 10                   | 10                   | ---                  | ---                  | ---                  | 160小時              | - 法規依據：勞基法第30-1條。 - 四週變形工時，適用行業依勞基法相關規定；目前適用行業已有41種，服務業佔大多數、包括加油站、醫療服務、銀行、綜合商品零售、旅館以及桶裝瓦斯業等。（製造業則不適用於四週變形工時） - 休息日、例假日及國定假日（第36條）： - 每二週（十四日）內至少應有二日之例假（不限制必須一週一例假） - 每四週（二十八日）內之例假及休息日至少應有八日（其中四個休息日可在四週內變動，不限制一週一休息日）。 - 工作日遇「國定假日」，可經「協商出勤」，並「彈性調移」國定假日；國定假日遇例假或休息日，則國定假日需另行補假（勞基法施行細則第23-1條）；以上異動需事先安排並公開班表。 - 例假及休息日不得拆分為2個半日實施。【106.3.24新增】，且未限制僅能安排於星期六、日。【106.1.13新增】 - 正常工作時間： - 四週內正常工作時數分配於其他工作日之時數，調整工時每日不超過二個小時，且不受前條第二至第四項規定限制（第30之1條）。 - 每日正常工作總時數不超過10小時。 - 四週工作總時數不超過160小時。 - 延長工時（加班）： - 延長工時連同正常工時及調整工時每日不得超過12小時，每月延長工作時間總時數不得超過46小時（免稅範圍）。 - 經勞資會議同意後，延長之工作時間，一個月不得超過54小時，每三個月不得超過138小時（如果第一個月加班54小時，第二跟第三個月就都只能各加42小時，因為三個月加班時數加總不能超過138小時）。 以上工時不含休息時間 |
| 第 三 週 工時／日     | 工作日               | 工作日               | 工作日               | 工作日               | 工作日               | 休息日               | 例假日               | 160小時              | - 法規依據：勞基法第30-1條。 - 四週變形工時，適用行業依勞基法相關規定；目前適用行業已有41種，服務業佔大多數、包括加油站、醫療服務、銀行、綜合商品零售、旅館以及桶裝瓦斯業等。（製造業則不適用於四週變形工時） - 休息日、例假日及國定假日（第36條）： - 每二週（十四日）內至少應有二日之例假（不限制必須一週一例假） - 每四週（二十八日）內之例假及休息日至少應有八日（其中四個休息日可在四週內變動，不限制一週一休息日）。 - 工作日遇「國定假日」，可經「協商出勤」，並「彈性調移」國定假日；國定假日遇例假或休息日，則國定假日需另行補假（勞基法施行細則第23-1條）；以上異動需事先安排並公開班表。 - 例假及休息日不得拆分為2個半日實施。【106.3.24新增】，且未限制僅能安排於星期六、日。【106.1.13新增】 - 正常工作時間： - 四週內正常工作時數分配於其他工作日之時數，調整工時每日不超過二個小時，且不受前條第二至第四項規定限制（第30之1條）。 - 每日正常工作總時數不超過10小時。 - 四週工作總時數不超過160小時。 - 延長工時（加班）： - 延長工時連同正常工時及調整工時每日不得超過12小時，每月延長工作時間總時數不得超過46小時（免稅範圍）。 - 經勞資會議同意後，延長之工作時間，一個月不得超過54小時，每三個月不得超過138小時（如果第一個月加班54小時，第二跟第三個月就都只能各加42小時，因為三個月加班時數加總不能超過138小時）。 以上工時不含休息時間 |
| 第 三 週 工時／日     | 8                    | 8                    | 8                    | 8                    | 8                    | ---                  | ---                  | 160小時              | - 法規依據：勞基法第30-1條。 - 四週變形工時，適用行業依勞基法相關規定；目前適用行業已有41種，服務業佔大多數、包括加油站、醫療服務、銀行、綜合商品零售、旅館以及桶裝瓦斯業等。（製造業則不適用於四週變形工時） - 休息日、例假日及國定假日（第36條）： - 每二週（十四日）內至少應有二日之例假（不限制必須一週一例假） - 每四週（二十八日）內之例假及休息日至少應有八日（其中四個休息日可在四週內變動，不限制一週一休息日）。 - 工作日遇「國定假日」，可經「協商出勤」，並「彈性調移」國定假日；國定假日遇例假或休息日，則國定假日需另行補假（勞基法施行細則第23-1條）；以上異動需事先安排並公開班表。 - 例假及休息日不得拆分為2個半日實施。【106.3.24新增】，且未限制僅能安排於星期六、日。【106.1.13新增】 - 正常工作時間： - 四週內正常工作時數分配於其他工作日之時數，調整工時每日不超過二個小時，且不受前條第二至第四項規定限制（第30之1條）。 - 每日正常工作總時數不超過10小時。 - 四週工作總時數不超過160小時。 - 延長工時（加班）： - 延長工時連同正常工時及調整工時每日不得超過12小時，每月延長工作時間總時數不得超過46小時（免稅範圍）。 - 經勞資會議同意後，延長之工作時間，一個月不得超過54小時，每三個月不得超過138小時（如果第一個月加班54小時，第二跟第三個月就都只能各加42小時，因為三個月加班時數加總不能超過138小時）。 以上工時不含休息時間 |
| 第 四 週 工時／日     | 工作日               | 工作日               | 工作日               | 工作日               | 工作日               | 休息日               | 例假日               | 160小時              | - 法規依據：勞基法第30-1條。 - 四週變形工時，適用行業依勞基法相關規定；目前適用行業已有41種，服務業佔大多數、包括加油站、醫療服務、銀行、綜合商品零售、旅館以及桶裝瓦斯業等。（製造業則不適用於四週變形工時） - 休息日、例假日及國定假日（第36條）： - 每二週（十四日）內至少應有二日之例假（不限制必須一週一例假） - 每四週（二十八日）內之例假及休息日至少應有八日（其中四個休息日可在四週內變動，不限制一週一休息日）。 - 工作日遇「國定假日」，可經「協商出勤」，並「彈性調移」國定假日；國定假日遇例假或休息日，則國定假日需另行補假（勞基法施行細則第23-1條）；以上異動需事先安排並公開班表。 - 例假及休息日不得拆分為2個半日實施。【106.3.24新增】，且未限制僅能安排於星期六、日。【106.1.13新增】 - 正常工作時間： - 四週內正常工作時數分配於其他工作日之時數，調整工時每日不超過二個小時，且不受前條第二至第四項規定限制（第30之1條）。 - 每日正常工作總時數不超過10小時。 - 四週工作總時數不超過160小時。 - 延長工時（加班）： - 延長工時連同正常工時及調整工時每日不得超過12小時，每月延長工作時間總時數不得超過46小時（免稅範圍）。 - 經勞資會議同意後，延長之工作時間，一個月不得超過54小時，每三個月不得超過138小時（如果第一個月加班54小時，第二跟第三個月就都只能各加42小時，因為三個月加班時數加總不能超過138小時）。 以上工時不含休息時間 |
| 第 四 週 工時／日     | 8                    | 8                    | 8                    | 8                    | 8                    | ---                  | ---                  | 160小時              | - 法規依據：勞基法第30-1條。 - 四週變形工時，適用行業依勞基法相關規定；目前適用行業已有41種，服務業佔大多數、包括加油站、醫療服務、銀行、綜合商品零售、旅館以及桶裝瓦斯業等。（製造業則不適用於四週變形工時） - 休息日、例假日及國定假日（第36條）： - 每二週（十四日）內至少應有二日之例假（不限制必須一週一例假） - 每四週（二十八日）內之例假及休息日至少應有八日（其中四個休息日可在四週內變動，不限制一週一休息日）。 - 工作日遇「國定假日」，可經「協商出勤」，並「彈性調移」國定假日；國定假日遇例假或休息日，則國定假日需另行補假（勞基法施行細則第23-1條）；以上異動需事先安排並公開班表。 - 例假及休息日不得拆分為2個半日實施。【106.3.24新增】，且未限制僅能安排於星期六、日。【106.1.13新增】 - 正常工作時間： - 四週內正常工作時數分配於其他工作日之時數，調整工時每日不超過二個小時，且不受前條第二至第四項規定限制（第30之1條）。 - 每日正常工作總時數不超過10小時。 - 四週工作總時數不超過160小時。 - 延長工時（加班）： - 延長工時連同正常工時及調整工時每日不得超過12小時，每月延長工作時間總時數不得超過46小時（免稅範圍）。 - 經勞資會議同意後，延長之工作時間，一個月不得超過54小時，每三個月不得超過138小時（如果第一個月加班54小時，第二跟第三個月就都只能各加42小時，因為三個月加班時數加總不能超過138小時）。 以上工時不含休息時間 |

#### 八週變形工時（一週一例，八週八例八休）
| 八周變形工時（例一）《 四休二 等》 | 八周變形工時（例一）《 四休二 等》 | 八周變形工時（例一）《 四休二 等》 | 八周變形工時（例一）《 四休二 等》 | 八周變形工時（例一）《 四休二 等》 | 八周變形工時（例一）《 四休二 等》 | 八周變形工時（例一）《 四休二 等》 | 八周變形工時（例一）《 四休二 等》 | 八周變形工時（例一）《 四休二 等》 | 法規及注意事項 |
| 星期                               | 週一                               | 週二                               | 週三                               | 週四                               | 週五                               | 週六                               | 週日                               | 工時 合計                          | - 法規依據：勞基法第30條第3項。 - 八週變形工時，適用行業依勞基法相關規定；目前適用行業有運輸業（車輛、航海、航空）、電信業、郵政業、製造業、營造業等24個行業，再加上述的40個行業。 - 休息日、例假日及國定假日（第36條）： - 每七日中至少應有一日之例假（七休一）。 - 八週（五十六日）內之例假及休息日至少應有十六日（其中八個休息日可在八週內變動，不限制一週一休息日）。 - 工作日遇「國定假日」，可經「協商出勤」，並「彈性調移」國定假日；國定假日遇例假或休息日，則國定假日需另行補假（勞基法施行細則第23-1條）；以上異動需事先安排並公開班表。 - 例假及休息日不得拆分為2個半日實施。【106.3.24新增】，且未限制僅能安排於星期六、日。【106.1.13新增】 - 正常工作時間： - 每日工作總時數不超過8小時。 - 每週工作總時數不超過48小時。 - 八週內正常工作時數加以分配，八週工作總時數不超過320小時。 - 延長工時（加班）： - 延長工時連同正常工時及調整工時每日不得超過12小時，每月延長工作時間總時數不得超過46小時（免稅範圍）。 以上工時不含休息時間 |
| 第 一 週 工時／日                  | 例假日                             | 工作日                             | 工作日                             | 工作日                             | 工作日                             | 工作日                             | 工作日                             | 320小時                            | - 法規依據：勞基法第30條第3項。 - 八週變形工時，適用行業依勞基法相關規定；目前適用行業有運輸業（車輛、航海、航空）、電信業、郵政業、製造業、營造業等24個行業，再加上述的40個行業。 - 休息日、例假日及國定假日（第36條）： - 每七日中至少應有一日之例假（七休一）。 - 八週（五十六日）內之例假及休息日至少應有十六日（其中八個休息日可在八週內變動，不限制一週一休息日）。 - 工作日遇「國定假日」，可經「協商出勤」，並「彈性調移」國定假日；國定假日遇例假或休息日，則國定假日需另行補假（勞基法施行細則第23-1條）；以上異動需事先安排並公開班表。 - 例假及休息日不得拆分為2個半日實施。【106.3.24新增】，且未限制僅能安排於星期六、日。【106.1.13新增】 - 正常工作時間： - 每日工作總時數不超過8小時。 - 每週工作總時數不超過48小時。 - 八週內正常工作時數加以分配，八週工作總時數不超過320小時。 - 延長工時（加班）： - 延長工時連同正常工時及調整工時每日不得超過12小時，每月延長工作時間總時數不得超過46小時（免稅範圍）。 以上工時不含休息時間 |
| 第 一 週 工時／日                  | ---                                | 8                                  | 8                                  | 8                                  | 8                                  | 8                                  | 8                                  | 320小時                            | - 法規依據：勞基法第30條第3項。 - 八週變形工時，適用行業依勞基法相關規定；目前適用行業有運輸業（車輛、航海、航空）、電信業、郵政業、製造業、營造業等24個行業，再加上述的40個行業。 - 休息日、例假日及國定假日（第36條）： - 每七日中至少應有一日之例假（七休一）。 - 八週（五十六日）內之例假及休息日至少應有十六日（其中八個休息日可在八週內變動，不限制一週一休息日）。 - 工作日遇「國定假日」，可經「協商出勤」，並「彈性調移」國定假日；國定假日遇例假或休息日，則國定假日需另行補假（勞基法施行細則第23-1條）；以上異動需事先安排並公開班表。 - 例假及休息日不得拆分為2個半日實施。【106.3.24新增】，且未限制僅能安排於星期六、日。【106.1.13新增】 - 正常工作時間： - 每日工作總時數不超過8小時。 - 每週工作總時數不超過48小時。 - 八週內正常工作時數加以分配，八週工作總時數不超過320小時。 - 延長工時（加班）： - 延長工時連同正常工時及調整工時每日不得超過12小時，每月延長工作時間總時數不得超過46小時（免稅範圍）。 以上工時不含休息時間 |
| 第 二 週 工時／日                  | 例假日                             | 工作日                             | 工作日                             | 工作日                             | 工作日                             | 工作日                             | 工作日                             | 320小時                            | - 法規依據：勞基法第30條第3項。 - 八週變形工時，適用行業依勞基法相關規定；目前適用行業有運輸業（車輛、航海、航空）、電信業、郵政業、製造業、營造業等24個行業，再加上述的40個行業。 - 休息日、例假日及國定假日（第36條）： - 每七日中至少應有一日之例假（七休一）。 - 八週（五十六日）內之例假及休息日至少應有十六日（其中八個休息日可在八週內變動，不限制一週一休息日）。 - 工作日遇「國定假日」，可經「協商出勤」，並「彈性調移」國定假日；國定假日遇例假或休息日，則國定假日需另行補假（勞基法施行細則第23-1條）；以上異動需事先安排並公開班表。 - 例假及休息日不得拆分為2個半日實施。【106.3.24新增】，且未限制僅能安排於星期六、日。【106.1.13新增】 - 正常工作時間： - 每日工作總時數不超過8小時。 - 每週工作總時數不超過48小時。 - 八週內正常工作時數加以分配，八週工作總時數不超過320小時。 - 延長工時（加班）： - 延長工時連同正常工時及調整工時每日不得超過12小時，每月延長工作時間總時數不得超過46小時（免稅範圍）。 以上工時不含休息時間 |
| 第 二 週 工時／日                  | ---                                | 8                                  | 8                                  | 8                                  | 8                                  | 8                                  | 8                                  | 320小時                            | - 法規依據：勞基法第30條第3項。 - 八週變形工時，適用行業依勞基法相關規定；目前適用行業有運輸業（車輛、航海、航空）、電信業、郵政業、製造業、營造業等24個行業，再加上述的40個行業。 - 休息日、例假日及國定假日（第36條）： - 每七日中至少應有一日之例假（七休一）。 - 八週（五十六日）內之例假及休息日至少應有十六日（其中八個休息日可在八週內變動，不限制一週一休息日）。 - 工作日遇「國定假日」，可經「協商出勤」，並「彈性調移」國定假日；國定假日遇例假或休息日，則國定假日需另行補假（勞基法施行細則第23-1條）；以上異動需事先安排並公開班表。 - 例假及休息日不得拆分為2個半日實施。【106.3.24新增】，且未限制僅能安排於星期六、日。【106.1.13新增】 - 正常工作時間： - 每日工作總時數不超過8小時。 - 每週工作總時數不超過48小時。 - 八週內正常工作時數加以分配，八週工作總時數不超過320小時。 - 延長工時（加班）： - 延長工時連同正常工時及調整工時每日不得超過12小時，每月延長工作時間總時數不得超過46小時（免稅範圍）。 以上工時不含休息時間 |
| 第 三 週 工時／日                  | 例假日                             | 工作日                             | 工作日                             | 工作日                             | 工作日                             | 工作日                             | 工作日                             | 320小時                            | - 法規依據：勞基法第30條第3項。 - 八週變形工時，適用行業依勞基法相關規定；目前適用行業有運輸業（車輛、航海、航空）、電信業、郵政業、製造業、營造業等24個行業，再加上述的40個行業。 - 休息日、例假日及國定假日（第36條）： - 每七日中至少應有一日之例假（七休一）。 - 八週（五十六日）內之例假及休息日至少應有十六日（其中八個休息日可在八週內變動，不限制一週一休息日）。 - 工作日遇「國定假日」，可經「協商出勤」，並「彈性調移」國定假日；國定假日遇例假或休息日，則國定假日需另行補假（勞基法施行細則第23-1條）；以上異動需事先安排並公開班表。 - 例假及休息日不得拆分為2個半日實施。【106.3.24新增】，且未限制僅能安排於星期六、日。【106.1.13新增】 - 正常工作時間： - 每日工作總時數不超過8小時。 - 每週工作總時數不超過48小時。 - 八週內正常工作時數加以分配，八週工作總時數不超過320小時。 - 延長工時（加班）： - 延長工時連同正常工時及調整工時每日不得超過12小時，每月延長工作時間總時數不得超過46小時（免稅範圍）。 以上工時不含休息時間 |
| 第 三 週 工時／日                  | ---                                | 8                                  | 8                                  | 8                                  | 8                                  | 8                                  | 8                                  | 320小時                            | - 法規依據：勞基法第30條第3項。 - 八週變形工時，適用行業依勞基法相關規定；目前適用行業有運輸業（車輛、航海、航空）、電信業、郵政業、製造業、營造業等24個行業，再加上述的40個行業。 - 休息日、例假日及國定假日（第36條）： - 每七日中至少應有一日之例假（七休一）。 - 八週（五十六日）內之例假及休息日至少應有十六日（其中八個休息日可在八週內變動，不限制一週一休息日）。 - 工作日遇「國定假日」，可經「協商出勤」，並「彈性調移」國定假日；國定假日遇例假或休息日，則國定假日需另行補假（勞基法施行細則第23-1條）；以上異動需事先安排並公開班表。 - 例假及休息日不得拆分為2個半日實施。【106.3.24新增】，且未限制僅能安排於星期六、日。【106.1.13新增】 - 正常工作時間： - 每日工作總時數不超過8小時。 - 每週工作總時數不超過48小時。 - 八週內正常工作時數加以分配，八週工作總時數不超過320小時。 - 延長工時（加班）： - 延長工時連同正常工時及調整工時每日不得超過12小時，每月延長工作時間總時數不得超過46小時（免稅範圍）。 以上工時不含休息時間 |
| 第 四 週 工時／日                  | 例假日                             | 休息日                             | 休息日                             | 休息日                             | 休息日                             | 休息日                             | 休息日                             | 320小時                            | - 法規依據：勞基法第30條第3項。 - 八週變形工時，適用行業依勞基法相關規定；目前適用行業有運輸業（車輛、航海、航空）、電信業、郵政業、製造業、營造業等24個行業，再加上述的40個行業。 - 休息日、例假日及國定假日（第36條）： - 每七日中至少應有一日之例假（七休一）。 - 八週（五十六日）內之例假及休息日至少應有十六日（其中八個休息日可在八週內變動，不限制一週一休息日）。 - 工作日遇「國定假日」，可經「協商出勤」，並「彈性調移」國定假日；國定假日遇例假或休息日，則國定假日需另行補假（勞基法施行細則第23-1條）；以上異動需事先安排並公開班表。 - 例假及休息日不得拆分為2個半日實施。【106.3.24新增】，且未限制僅能安排於星期六、日。【106.1.13新增】 - 正常工作時間： - 每日工作總時數不超過8小時。 - 每週工作總時數不超過48小時。 - 八週內正常工作時數加以分配，八週工作總時數不超過320小時。 - 延長工時（加班）： - 延長工時連同正常工時及調整工時每日不得超過12小時，每月延長工作時間總時數不得超過46小時（免稅範圍）。 以上工時不含休息時間 |
| 第 四 週 工時／日                  | ---                                | ---                                | ---                                | ---                                | ---                                | ---                                | ---                                | 320小時                            | - 法規依據：勞基法第30條第3項。 - 八週變形工時，適用行業依勞基法相關規定；目前適用行業有運輸業（車輛、航海、航空）、電信業、郵政業、製造業、營造業等24個行業，再加上述的40個行業。 - 休息日、例假日及國定假日（第36條）： - 每七日中至少應有一日之例假（七休一）。 - 八週（五十六日）內之例假及休息日至少應有十六日（其中八個休息日可在八週內變動，不限制一週一休息日）。 - 工作日遇「國定假日」，可經「協商出勤」，並「彈性調移」國定假日；國定假日遇例假或休息日，則國定假日需另行補假（勞基法施行細則第23-1條）；以上異動需事先安排並公開班表。 - 例假及休息日不得拆分為2個半日實施。【106.3.24新增】，且未限制僅能安排於星期六、日。【106.1.13新增】 - 正常工作時間： - 每日工作總時數不超過8小時。 - 每週工作總時數不超過48小時。 - 八週內正常工作時數加以分配，八週工作總時數不超過320小時。 - 延長工時（加班）： - 延長工時連同正常工時及調整工時每日不得超過12小時，每月延長工作時間總時數不得超過46小時（免稅範圍）。 以上工時不含休息時間 |
| 第 五 週 工時／日                  | 例假日                             | 工作日                             | 工作日                             | 工作日                             | 工作日                             | 工作日                             | 工作日                             | 320小時                            | - 法規依據：勞基法第30條第3項。 - 八週變形工時，適用行業依勞基法相關規定；目前適用行業有運輸業（車輛、航海、航空）、電信業、郵政業、製造業、營造業等24個行業，再加上述的40個行業。 - 休息日、例假日及國定假日（第36條）： - 每七日中至少應有一日之例假（七休一）。 - 八週（五十六日）內之例假及休息日至少應有十六日（其中八個休息日可在八週內變動，不限制一週一休息日）。 - 工作日遇「國定假日」，可經「協商出勤」，並「彈性調移」國定假日；國定假日遇例假或休息日，則國定假日需另行補假（勞基法施行細則第23-1條）；以上異動需事先安排並公開班表。 - 例假及休息日不得拆分為2個半日實施。【106.3.24新增】，且未限制僅能安排於星期六、日。【106.1.13新增】 - 正常工作時間： - 每日工作總時數不超過8小時。 - 每週工作總時數不超過48小時。 - 八週內正常工作時數加以分配，八週工作總時數不超過320小時。 - 延長工時（加班）： - 延長工時連同正常工時及調整工時每日不得超過12小時，每月延長工作時間總時數不得超過46小時（免稅範圍）。 以上工時不含休息時間 |
| 第 五 週 工時／日                  | ---                                | 8                                  | 8                                  | 8                                  | 8                                  | 8                                  | 8                                  | 320小時                            | - 法規依據：勞基法第30條第3項。 - 八週變形工時，適用行業依勞基法相關規定；目前適用行業有運輸業（車輛、航海、航空）、電信業、郵政業、製造業、營造業等24個行業，再加上述的40個行業。 - 休息日、例假日及國定假日（第36條）： - 每七日中至少應有一日之例假（七休一）。 - 八週（五十六日）內之例假及休息日至少應有十六日（其中八個休息日可在八週內變動，不限制一週一休息日）。 - 工作日遇「國定假日」，可經「協商出勤」，並「彈性調移」國定假日；國定假日遇例假或休息日，則國定假日需另行補假（勞基法施行細則第23-1條）；以上異動需事先安排並公開班表。 - 例假及休息日不得拆分為2個半日實施。【106.3.24新增】，且未限制僅能安排於星期六、日。【106.1.13新增】 - 正常工作時間： - 每日工作總時數不超過8小時。 - 每週工作總時數不超過48小時。 - 八週內正常工作時數加以分配，八週工作總時數不超過320小時。 - 延長工時（加班）： - 延長工時連同正常工時及調整工時每日不得超過12小時，每月延長工作時間總時數不得超過46小時（免稅範圍）。 以上工時不含休息時間 |
| 第 六 週 工時／日                  | 例假日                             | 工作日                             | 工作日                             | 工作日                             | 工作日                             | 工作日                             | 工作日                             | 320小時                            | - 法規依據：勞基法第30條第3項。 - 八週變形工時，適用行業依勞基法相關規定；目前適用行業有運輸業（車輛、航海、航空）、電信業、郵政業、製造業、營造業等24個行業，再加上述的40個行業。 - 休息日、例假日及國定假日（第36條）： - 每七日中至少應有一日之例假（七休一）。 - 八週（五十六日）內之例假及休息日至少應有十六日（其中八個休息日可在八週內變動，不限制一週一休息日）。 - 工作日遇「國定假日」，可經「協商出勤」，並「彈性調移」國定假日；國定假日遇例假或休息日，則國定假日需另行補假（勞基法施行細則第23-1條）；以上異動需事先安排並公開班表。 - 例假及休息日不得拆分為2個半日實施。【106.3.24新增】，且未限制僅能安排於星期六、日。【106.1.13新增】 - 正常工作時間： - 每日工作總時數不超過8小時。 - 每週工作總時數不超過48小時。 - 八週內正常工作時數加以分配，八週工作總時數不超過320小時。 - 延長工時（加班）： - 延長工時連同正常工時及調整工時每日不得超過12小時，每月延長工作時間總時數不得超過46小時（免稅範圍）。 以上工時不含休息時間 |
| 第 六 週 工時／日                  | ---                                | 8                                  | 8                                  | 8                                  | 8                                  | 8                                  | 8                                  | 320小時                            | - 法規依據：勞基法第30條第3項。 - 八週變形工時，適用行業依勞基法相關規定；目前適用行業有運輸業（車輛、航海、航空）、電信業、郵政業、製造業、營造業等24個行業，再加上述的40個行業。 - 休息日、例假日及國定假日（第36條）： - 每七日中至少應有一日之例假（七休一）。 - 八週（五十六日）內之例假及休息日至少應有十六日（其中八個休息日可在八週內變動，不限制一週一休息日）。 - 工作日遇「國定假日」，可經「協商出勤」，並「彈性調移」國定假日；國定假日遇例假或休息日，則國定假日需另行補假（勞基法施行細則第23-1條）；以上異動需事先安排並公開班表。 - 例假及休息日不得拆分為2個半日實施。【106.3.24新增】，且未限制僅能安排於星期六、日。【106.1.13新增】 - 正常工作時間： - 每日工作總時數不超過8小時。 - 每週工作總時數不超過48小時。 - 八週內正常工作時數加以分配，八週工作總時數不超過320小時。 - 延長工時（加班）： - 延長工時連同正常工時及調整工時每日不得超過12小時，每月延長工作時間總時數不得超過46小時（免稅範圍）。 以上工時不含休息時間 |
| 第 七 週 工時／日                  | 工作日                             | 工作日                             | 工作日                             | 工作日                             | 工作日                             | 休息日                             | 例假日                             | 320小時                            | - 法規依據：勞基法第30條第3項。 - 八週變形工時，適用行業依勞基法相關規定；目前適用行業有運輸業（車輛、航海、航空）、電信業、郵政業、製造業、營造業等24個行業，再加上述的40個行業。 - 休息日、例假日及國定假日（第36條）： - 每七日中至少應有一日之例假（七休一）。 - 八週（五十六日）內之例假及休息日至少應有十六日（其中八個休息日可在八週內變動，不限制一週一休息日）。 - 工作日遇「國定假日」，可經「協商出勤」，並「彈性調移」國定假日；國定假日遇例假或休息日，則國定假日需另行補假（勞基法施行細則第23-1條）；以上異動需事先安排並公開班表。 - 例假及休息日不得拆分為2個半日實施。【106.3.24新增】，且未限制僅能安排於星期六、日。【106.1.13新增】 - 正常工作時間： - 每日工作總時數不超過8小時。 - 每週工作總時數不超過48小時。 - 八週內正常工作時數加以分配，八週工作總時數不超過320小時。 - 延長工時（加班）： - 延長工時連同正常工時及調整工時每日不得超過12小時，每月延長工作時間總時數不得超過46小時（免稅範圍）。 以上工時不含休息時間 |
| 第 七 週 工時／日                  | 8                                  | 8                                  | 8                                  | 8                                  | 8                                  | ---                                | ---                                | 320小時                            | - 法規依據：勞基法第30條第3項。 - 八週變形工時，適用行業依勞基法相關規定；目前適用行業有運輸業（車輛、航海、航空）、電信業、郵政業、製造業、營造業等24個行業，再加上述的40個行業。 - 休息日、例假日及國定假日（第36條）： - 每七日中至少應有一日之例假（七休一）。 - 八週（五十六日）內之例假及休息日至少應有十六日（其中八個休息日可在八週內變動，不限制一週一休息日）。 - 工作日遇「國定假日」，可經「協商出勤」，並「彈性調移」國定假日；國定假日遇例假或休息日，則國定假日需另行補假（勞基法施行細則第23-1條）；以上異動需事先安排並公開班表。 - 例假及休息日不得拆分為2個半日實施。【106.3.24新增】，且未限制僅能安排於星期六、日。【106.1.13新增】 - 正常工作時間： - 每日工作總時數不超過8小時。 - 每週工作總時數不超過48小時。 - 八週內正常工作時數加以分配，八週工作總時數不超過320小時。 - 延長工時（加班）： - 延長工時連同正常工時及調整工時每日不得超過12小時，每月延長工作時間總時數不得超過46小時（免稅範圍）。 以上工時不含休息時間 |
| 第 八 週 工時／日                  | 工作日                             | 工作日                             | 工作日                             | 工作日                             | 工作日                             | 休息日                             | 例假日                             | 320小時                            | - 法規依據：勞基法第30條第3項。 - 八週變形工時，適用行業依勞基法相關規定；目前適用行業有運輸業（車輛、航海、航空）、電信業、郵政業、製造業、營造業等24個行業，再加上述的40個行業。 - 休息日、例假日及國定假日（第36條）： - 每七日中至少應有一日之例假（七休一）。 - 八週（五十六日）內之例假及休息日至少應有十六日（其中八個休息日可在八週內變動，不限制一週一休息日）。 - 工作日遇「國定假日」，可經「協商出勤」，並「彈性調移」國定假日；國定假日遇例假或休息日，則國定假日需另行補假（勞基法施行細則第23-1條）；以上異動需事先安排並公開班表。 - 例假及休息日不得拆分為2個半日實施。【106.3.24新增】，且未限制僅能安排於星期六、日。【106.1.13新增】 - 正常工作時間： - 每日工作總時數不超過8小時。 - 每週工作總時數不超過48小時。 - 八週內正常工作時數加以分配，八週工作總時數不超過320小時。 - 延長工時（加班）： - 延長工時連同正常工時及調整工時每日不得超過12小時，每月延長工作時間總時數不得超過46小時（免稅範圍）。 以上工時不含休息時間 |
| 第 八 週 工時／日                  | 8                                  | 8                                  | 8                                  | 8                                  | 8                                  | ---                                | ---                                | 320小時                            | - 法規依據：勞基法第30條第3項。 - 八週變形工時，適用行業依勞基法相關規定；目前適用行業有運輸業（車輛、航海、航空）、電信業、郵政業、製造業、營造業等24個行業，再加上述的40個行業。 - 休息日、例假日及國定假日（第36條）： - 每七日中至少應有一日之例假（七休一）。 - 八週（五十六日）內之例假及休息日至少應有十六日（其中八個休息日可在八週內變動，不限制一週一休息日）。 - 工作日遇「國定假日」，可經「協商出勤」，並「彈性調移」國定假日；國定假日遇例假或休息日，則國定假日需另行補假（勞基法施行細則第23-1條）；以上異動需事先安排並公開班表。 - 例假及休息日不得拆分為2個半日實施。【106.3.24新增】，且未限制僅能安排於星期六、日。【106.1.13新增】 - 正常工作時間： - 每日工作總時數不超過8小時。 - 每週工作總時數不超過48小時。 - 八週內正常工作時數加以分配，八週工作總時數不超過320小時。 - 延長工時（加班）： - 延長工時連同正常工時及調整工時每日不得超過12小時，每月延長工作時間總時數不得超過46小時（免稅範圍）。 以上工時不含休息時間 |

### 加班（延長工時）
- 「加班」在法律上的用語為「延長工作時間」，所指的是「超過正常工時」的工作時間。依勞動基準法（以下簡稱《勞基法》）的規定，原則上每天的法定正常工時最高為8小時（二週，四週變形工時每日最高為10小時）。

| 以月薪2萬4,000元，一日工資800元，平日一小時100元為例 （黑色數字：為月薪制日給薪額 、 藍色數字：為加班費、以新台幣為單位） |                                                          |                                                          |                                                          |                                                          | | | | |                                                                         |                                                                         |                                                                         |                                                                         |                                                                                          |                                                                                          |                                                                                          |                                                                                          |                                                                                          |                                                                                          |                                                                                          |                                                                                          |
| 工作 時間 | 工作日                                                   | 工作日                                                   | 工作日                                                   | 工作日                                                   | 休息日 | 休息日 | 休息日 | 休息日 | 例假日 （天災等因素合法加班）                                           | 例假日 （天災等因素合法加班）                                           | 例假日 （天災等因素合法加班）                                           | 例假日 （天災等因素合法加班）                                           | 例假日✗ （非天災等因素違法加班）                                                         | 例假日✗ （非天災等因素違法加班）                                                         | 例假日✗ （非天災等因素違法加班）                                                         | 例假日✗ （非天災等因素違法加班）                                                         | 國定假日 / 特休假                                                                        | 國定假日 / 特休假                                                                        | 國定假日 / 特休假                                                                        | 國定假日 / 特休假                                                                        |
| 工作 時間 | 日薪                                                     | 加班費                                                   | 加班費                                                   | 稅制                                                     | 日薪 | 加班費 | 加班費 | 稅制 | 日薪                                                                    | 加班費                                                                  | 加班費                                                                  | 稅制                                                                    | 日薪                                                                                     | 加班費                                                                                   | 加班費                                                                                   | 稅制                                                                                     | 日薪                                                                                     | 加班費                                                                                   | 加班費                                                                                   | 稅制                                                                                     |
| 第 1小時 | 100元                                                    | × 0                                                      | 0                                                        | 所得稅                                                   | 100元 | ×1.34 | 134元 | 單個月 54H內 三個月 加總於 138H內 免稅 | 800元                                                                   | ×1+補休                                                                 | 800元 + 補休1天                                                         | 免稅 加班                                                               | 800元                                                                                    | × 1                                                                                      | 800元                                                                                    | 免稅 加班                                                                                | 800元                                                                                    | × 1                                                                                      | 800元                                                                                    | 免稅 加班                                                                                |
| 第 2小時 | 100元                                                    | × 0                                                      | 0                                                        | 所得稅                                                   | 100元 | ×1.34 | 134元 | 單個月 54H內 三個月 加總於 138H內 免稅 | 800元                                                                   | ×1+補休                                                                 | 800元 + 補休1天                                                         | 免稅 加班                                                               | 800元                                                                                    | × 1                                                                                      | 800元                                                                                    | 免稅 加班                                                                                | 800元                                                                                    | × 1                                                                                      | 800元                                                                                    | 免稅 加班                                                                                |
| 第 3小時 | 100元                                                    | × 0                                                      | 0                                                        | 所得稅                                                   | 100元 | ×1.67 | 167元 | 單個月 54H內 三個月 加總於 138H內 免稅 | 800元                                                                   | ×1+補休                                                                 | 800元 + 補休1天                                                         | 免稅 加班                                                               | 800元                                                                                    | × 1                                                                                      | 800元                                                                                    | 免稅 加班                                                                                | 800元                                                                                    | × 1                                                                                      | 800元                                                                                    | 免稅 加班                                                                                |
| 第 4小時 | 100元                                                    | × 0                                                      | 0                                                        | 所得稅                                                   | 100元 | ×1.67 | 167元 | 單個月 54H內 三個月 加總於 138H內 免稅 | 800元                                                                   | ×1+補休                                                                 | 800元 + 補休1天                                                         | 免稅 加班                                                               | 800元                                                                                    | × 1                                                                                      | 800元                                                                                    | 免稅 加班                                                                                | 800元                                                                                    | × 1                                                                                      | 800元                                                                                    | 免稅 加班                                                                                |
| 第 5小時 | 100元                                                    | × 0                                                      | 0                                                        | 所得稅                                                   | 100元 | ×1.67 | 167元 | 單個月 54H內 三個月 加總於 138H內 免稅 | 800元                                                                   | ×1+補休                                                                 | 800元 + 補休1天                                                         | 免稅 加班                                                               | 800元                                                                                    | × 1                                                                                      | 800元                                                                                    | 免稅 加班                                                                                | 800元                                                                                    | × 1                                                                                      | 800元                                                                                    | 免稅 加班                                                                                |
| 第 6小時 | 100元                                                    | × 0                                                      | 0                                                        | 所得稅                                                   | 100元 | ×1.67 | 167元 | 單個月 54H內 三個月 加總於 138H內 免稅 | 800元                                                                   | ×1+補休                                                                 | 800元 + 補休1天                                                         | 免稅 加班                                                               | 800元                                                                                    | × 1                                                                                      | 800元                                                                                    | 免稅 加班                                                                                | 800元                                                                                    | × 1                                                                                      | 800元                                                                                    | 免稅 加班                                                                                |
| 第 7小時 | 100元                                                    | × 0                                                      | 0                                                        | 所得稅                                                   | 100元 | ×1.67 | 167元 | 單個月 54H內 三個月 加總於 138H內 免稅 | 800元                                                                   | ×1+補休                                                                 | 800元 + 補休1天                                                         | 免稅 加班                                                               | 800元                                                                                    | × 1                                                                                      | 800元                                                                                    | 免稅 加班                                                                                | 800元                                                                                    | × 1                                                                                      | 800元                                                                                    | 免稅 加班                                                                                |
| 第 8小時 | 100元                                                    | × 0                                                      | 0                                                        | 所得稅                                                   | 100元 | ×1.67 | 167元 | 單個月 54H內 三個月 加總於 138H內 免稅 | 800元                                                                   | ×1+補休                                                                 | 800元 + 補休1天                                                         | 免稅 加班                                                               | 800元                                                                                    | × 1                                                                                      | 800元                                                                                    | 免稅 加班                                                                                | 800元                                                                                    | × 1                                                                                      | 800元                                                                                    | 免稅 加班                                                                                |
| 第 9小時 | 1 + 0.34                                                 | 1 + 0.34                                                 | 134元                                                    | 單個月 54H內 三個月 加總於 138H內 免稅                   | 1 + 1.67 | 1 + 1.67 | 267元 | 單個月 54H內 三個月 加總於 138H內 免稅 | 1 + 1                                                                   | 1 + 1                                                                   | 200元                                                                   | 免稅 加班                                                               | 1 + 0.34                                                                                 | 1 + 0.34                                                                                 | 134元                                                                                    | 單個月 54H內 三個月 加總於 138H內 免稅                                                   | 1 + 0.34                                                                                 | 1 + 0.34                                                                                 | 134元                                                                                    | 單個月 54H內 三個月 加總於 138H內 免稅                                                   |
| 第10小時 | 1 + 0.34                                                 | 1 + 0.34                                                 | 134元                                                    | 單個月 54H內 三個月 加總於 138H內 免稅                   | 1 + 1.67 | 1 + 1.67 | 267元 | 單個月 54H內 三個月 加總於 138H內 免稅 | 1 + 1                                                                   | 1 + 1                                                                   | 200元                                                                   | 免稅 加班                                                               | 1 + 0.34                                                                                 | 1 + 0.34                                                                                 | 134元                                                                                    | 單個月 54H內 三個月 加總於 138H內 免稅                                                   | 1 + 0.34                                                                                 | 1 + 0.34                                                                                 | 134元                                                                                    | 單個月 54H內 三個月 加總於 138H內 免稅                                                   |
| 第11小時 | 1 + 0.67                                                 | 1 + 0.67                                                 | 167元                                                    | 單個月 54H內 三個月 加總於 138H內 免稅                   | 1 + 1.67 | 1 + 1.67 | 267元 | 單個月 54H內 三個月 加總於 138H內 免稅 | 1 + 1                                                                   | 1 + 1                                                                   | 200元                                                                   | 免稅 加班                                                               | 1 + 0.67                                                                                 | 1 + 0.67                                                                                 | 167元                                                                                    | 單個月 54H內 三個月 加總於 138H內 免稅                                                   | 1 + 0.67                                                                                 | 1 + 0.67                                                                                 | 167元                                                                                    | 單個月 54H內 三個月 加總於 138H內 免稅                                                   |
| 第12小時 | 1 + 0.67                                                 | 1 + 0.67                                                 | 167元                                                    | 單個月 54H內 三個月 加總於 138H內 免稅                   | 1 + 1.67 | 1 + 1.67 | 267元 | 單個月 54H內 三個月 加總於 138H內 免稅 | 1 + 1                                                                   | 1 + 1                                                                   | 200元                                                                   | 免稅 加班                                                               | 1 + 0.67                                                                                 | 1 + 0.67                                                                                 | 167元                                                                                    | 單個月 54H內 三個月 加總於 138H內 免稅                                                   | 1 + 0.67                                                                                 | 1 + 0.67                                                                                 | 167元                                                                                    | 單個月 54H內 三個月 加總於 138H內 免稅                                                   |
| 日總 工資 | 月制日薪：800元 加班費：602元                            | 月制日薪：800元 加班費：602元                            | 月制日薪：800元 加班費：602元                            | 月制日薪：800元 加班費：602元                            | 月制日薪：800元 前8小時加班費：1,270元 後4小時加班費：1,068元 | 月制日薪：800元 前8小時加班費：1,270元 後4小時加班費：1,068元 | 月制日薪：800元 前8小時加班費：1,270元 後4小時加班費：1,068元 | 月制日薪：800元 前8小時加班費：1,270元 後4小時加班費：1,068元 | 月制日薪：800元 前8小時加班費：800元+補休 後4小時加班費：800元          | 月制日薪：800元 前8小時加班費：800元+補休 後4小時加班費：800元          | 月制日薪：800元 前8小時加班費：800元+補休 後4小時加班費：800元          | 月制日薪：800元 前8小時加班費：800元+補休 後4小時加班費：800元          | 月制日薪：800元 前8小時加班費：800元 後4小時加班費：602元                                | 月制日薪：800元 前8小時加班費：800元 後4小時加班費：602元                                | 月制日薪：800元 前8小時加班費：800元 後4小時加班費：602元                                | 月制日薪：800元 前8小時加班費：800元 後4小時加班費：602元                                | 月制日薪：800元 前8小時加班費：800元 後4小時加班費：602元                                | 月制日薪：800元 前8小時加班費：800元 後4小時加班費：602元                                | 月制日薪：800元 前8小時加班費：800元 後4小時加班費：602元                                | 月制日薪：800元 前8小時加班費：800元 後4小時加班費：602元                                |
| 備註 | 加班前兩小時 每小時給1.34倍工資 之後給1.67倍工資。       | 加班前兩小時 每小時給1.34倍工資 之後給1.67倍工資。       | 加班前兩小時 每小時給1.34倍工資 之後給1.67倍工資。       | 加班前兩小時 每小時給1.34倍工資 之後給1.67倍工資。       | 加班未滿4小時以4小時計 （勞基法修正案後取消休息 日的方案，改採核實計算） 加班前兩小時，每小時給1.34倍工資 之後6小時，每小時給1.67倍工資 超過8小時後，每小時給2.67倍工資 | 加班未滿4小時以4小時計 （勞基法修正案後取消休息 日的方案，改採核實計算） 加班前兩小時，每小時給1.34倍工資 之後6小時，每小時給1.67倍工資 超過8小時後，每小時給2.67倍工資 | 加班未滿4小時以4小時計 （勞基法修正案後取消休息 日的方案，改採核實計算） 加班前兩小時，每小時給1.34倍工資 之後6小時，每小時給1.67倍工資 超過8小時後，每小時給2.67倍工資 | 加班未滿4小時以4小時計 （勞基法修正案後取消休息 日的方案，改採核實計算） 加班前兩小時，每小時給1.34倍工資 之後6小時，每小時給1.67倍工資 超過8小時後，每小時給2.67倍工資 | 加班未滿八小時以八小時計 超過八小時部分須給加倍工資                     | 加班未滿八小時以八小時計 超過八小時部分須給加倍工資                     | 加班未滿八小時以八小時計 超過八小時部分須給加倍工資                     | 加班未滿八小時以八小時計 超過八小時部分須給加倍工資                     | 加班未滿八小時以八小時計 超過八小時部分前兩小時，每小時 給1.34倍工資，之後給1.67倍工資。 | 加班未滿八小時以八小時計 超過八小時部分前兩小時，每小時 給1.34倍工資，之後給1.67倍工資。 | 加班未滿八小時以八小時計 超過八小時部分前兩小時，每小時 給1.34倍工資，之後給1.67倍工資。 | 加班未滿八小時以八小時計 超過八小時部分前兩小時，每小時 給1.34倍工資，之後給1.67倍工資。 | 加班未滿八小時以八小時計 超過八小時部分前兩小時，每小時 給1.34倍工資，之後給1.67倍工資。 | 加班未滿八小時以八小時計 超過八小時部分前兩小時，每小時 給1.34倍工資，之後給1.67倍工資。 | 加班未滿八小時以八小時計 超過八小時部分前兩小時，每小時 給1.34倍工資，之後給1.67倍工資。 | 加班未滿八小時以八小時計 超過八小時部分前兩小時，每小時 給1.34倍工資，之後給1.67倍工資。 |
| 法規 | 勞基法第24條第1項 勞基法第30條 勞基法第32條 勞基法第36條 | 勞基法第24條第1項 勞基法第30條 勞基法第32條 勞基法第36條 | 勞基法第24條第1項 勞基法第30條 勞基法第32條 勞基法第36條 | 勞基法第24條第1項 勞基法第30條 勞基法第32條 勞基法第36條 | 勞基法第24條第2項、第3項 勞基法第30條 勞基法第32條 勞基法第36條 | 勞基法第24條第2項、第3項 勞基法第30條 勞基法第32條 勞基法第36條 | 勞基法第24條第2項、第3項 勞基法第30條 勞基法第32條 勞基法第36條 | 勞基法第24條第2項、第3項 勞基法第30條 勞基法第32條 勞基法第36條 | 勞基法第24條 勞基法第30條 勞基法第32條 勞基法第36條 勞基法第40條、第3項 | 勞基法第24條 勞基法第30條 勞基法第32條 勞基法第36條 勞基法第40條、第3項 | 勞基法第24條 勞基法第30條 勞基法第32條 勞基法第36條 勞基法第40條、第3項 | 勞基法第24條 勞基法第30條 勞基法第32條 勞基法第36條 勞基法第40條、第3項 | 勞基法第24條 勞基法第30條 勞基法第32條 勞基法第36條 勞基法第40條、第3項                  | 勞基法第24條 勞基法第30條 勞基法第32條 勞基法第36條 勞基法第40條、第3項                  | 勞基法第24條 勞基法第30條 勞基法第32條 勞基法第36條 勞基法第40條、第3項                  | 勞基法第24條 勞基法第30條 勞基法第32條 勞基法第36條 勞基法第40條、第3項                  | 勞基法第24條 勞基法第30條 勞基法第32條 勞基法第37條、第38條 勞基法第39條                 | 勞基法第24條 勞基法第30條 勞基法第32條 勞基法第37條、第38條 勞基法第39條                 | 勞基法第24條 勞基法第30條 勞基法第32條 勞基法第37條、第38條 勞基法第39條                 | 勞基法第24條 勞基法第30條 勞基法第32條 勞基法第37條、第38條 勞基法第39條                 |

- 薪資所得免稅扣除項目：1.單月加班54小時內免稅或3個月加班總時數138小時內（平均每個月46小時）免稅、2.伙食費每月2,400元免稅。
- 2018年1月10日、勞基法修正案其中「休息日加班費核實計算」（加班費核實計算是不包含例假日、國定假日及特休假）。

### 勞工特別休假日
特別休假日數試算系統（可切換週年制及非週年制）
- 適用勞動基準法之事業單位，依勞動基準法第38條規定，勞工在同一雇主或事業單位，繼續工作滿一定期間者，應依下列規定給予特別休假：

六個月以上一年未滿者，三日。【106.1.1起新增】
一年以上二年未滿者，七日。
二年以上三年未滿者，十日。
三年以上五年未滿者，每年十四日。
五年以上十年未滿者，每年十五日。
十年以上者，每一年加給一日，加至三十日為止。

#### 執行特休假方式
- 年度終結或契約終止時，勞工特別休假未休完之日數，不論原因為何，一律折發工資。前開「年度終結」，依勞工周年制（即到職日）（例如：A勞工於某年10月1日到職，其年度終結日為每年之9月30日）、曆年制（即每年1月1日算起至12月31日終結）或會計年度 / 學年度仍未確定。（第38條第4項）
- 勞動部於2017年3月17日，預告『勞基法施行細則』內容，釋出彈性，企業可採周年制（到職日）、曆年制（1月1日-12月31日）及會計年度或學年度（教育單位、學校）結算執行特休假。
- 周年制可在年資期滿後至結算日前的任何時間，在不妨礙生產等前提下，事先告知雇主，由勞工自主安排休假時間（任何時段皆可以一次休完或分段休）；曆年制及會計年度在年資期滿後至結算日前這段時間，依在職天數按比例給假，勞工則依雇主事先公告給假天數，在不妨礙生產等前提下，自主安排休假時間（按在職日比例的給假天數決定分段休或於後段一次休完）。
  - 任職期滿後，一次性給假：周年制。
  - 任職期滿後，每月按在職日比例給假：曆年制、會計年度、學年度。

| 假設到職日在8月1日；假設會計年起算日在4月1日；學年度起算日則通常為8月1日。 特休假通常以小時為單位，且大部分以一日為8小時計算，因此8小時制與10小時制在每階段給假的總時數上相同，天數上則可能會有差異。 |                                            |                                            |                                            |                                            |                                            |                                            |                                                     |                                                     |                                                     |                                                     |                                                     |                                                     |                                                     |                                                     |                                                     |                                                     |                                                     |                                                    |                                                    |                                                    |                                                    |                                                    |                                                    |                                                    |                                      |                                      |                                      |                                      |                                      |                                      |                                      |                                      |                                      |                                      |                                      |                                      |                                      |                                      |                                      |                                      |                                      |                           |                           |                           |
| 年度 | 〇〇年                                     | 〇〇年                                     | 〇〇年                                     | 〇〇年                                     | 〇〇年                                     | 〇〇年                                     | 〇〇年                                              | 〇〇年                                              | 〇〇年                                              | 〇〇年                                              | 〇〇年                                              | 〇〇年                                              | 〇〇年                                              | 〇〇年                                              | 〇〇年                                              | 〇〇年                                              | 〇〇年                                              | 〇〇年                                             | 〇〇年                                             | 〇〇年                                             | 〇〇年                                             | 〇〇年                                             | 〇〇年                                             | 〇〇年                                             | 〇〇年                               | 〇〇年                               | 〇〇年                               | 〇〇年                               | 〇〇年                               | 〇〇年                               | 〇〇年                               | 〇〇年                               | 〇〇年                               | 〇〇年                               | 〇〇年                               | 〇〇年                               | 〇〇年                               | 〇〇年                               | 〇〇年                               | 〇〇年                               | 〇〇年                               |                           |                           |                           |
| 月份 | 8月                                        | 9月                                        | 10月                                       | 11月                                       | 12月                                       | 1月                                        | 2 月                                                | 3 月                                                | 4月                                                 | 5月                                                 | 6月                                                 | 7月                                                 | 8月                                                 | 9月                                                 | 10月                                                | 11月                                                | 12月                                                | 1月                                                | 2月                                                | 3月                                                | 4月                                                | 5月                                                | 6月                                                | 7月                                                | 8月                                  | 9月                                  | 10月                                 | 11月                                 | 12月                                 | 1月                                  | 2月                                  | 3月                                  | 4月                                  | 5月                                  | 6月                                  | 7月                                  | 8月                                  | 9月                                  | 10月                                 | 11月                                 | 12月                                 |                           |                           |                           |
| 年資 | 半年                                       | 半年                                       | 半年                                       | 半年                                       | 半年                                       | 半年                                       | 第一年 六個月以上一年未滿                           | 第一年 六個月以上一年未滿                           | 第一年 六個月以上一年未滿                           | 第一年 六個月以上一年未滿                           | 第一年 六個月以上一年未滿                           | 第一年 六個月以上一年未滿                           | 第二年 一年以上二年未滿                             | 第二年 一年以上二年未滿                             | 第二年 一年以上二年未滿                             | 第二年 一年以上二年未滿                             | 第二年 一年以上二年未滿                             | 第二年 一年以上二年未滿                            | 第二年 一年以上二年未滿                            | 第二年 一年以上二年未滿                            | 第二年 一年以上二年未滿                            | 第二年 一年以上二年未滿                            | 第二年 一年以上二年未滿                            | 第二年 一年以上二年未滿                            | 第三年 二年以上三年未滿              | 第三年 二年以上三年未滿              | 第三年 二年以上三年未滿              | 第三年 二年以上三年未滿              | 第三年 二年以上三年未滿              | 第三年 二年以上三年未滿              | 第三年 二年以上三年未滿              | 第三年 二年以上三年未滿              | 第三年 二年以上三年未滿              | 第三年 二年以上三年未滿              | 第三年 二年以上三年未滿              | 第三年 二年以上三年未滿              | 第四年 三年以上五年未滿              | 第四年 三年以上五年未滿              | 第四年 三年以上五年未滿              | 第四年 三年以上五年未滿              | 第四年 三年以上五年未滿              |                           |                           |                           |
| 周年制 | 8/1到職                                    |                                            |                                            |                                            |                                            |                                            | 2/1～7/31 到職日～滿半年                            | 2/1～7/31 到職日～滿半年                            | 2/1～7/31 到職日～滿半年                            | 2/1～7/31 到職日～滿半年                            | 2/1～7/31 到職日～滿半年                            | 2/1～7/31 到職日～滿半年                            | 8/1～7/31 到職日～滿1年                             | 8/1～7/31 到職日～滿1年                             | 8/1～7/31 到職日～滿1年                             | 8/1～7/31 到職日～滿1年                             | 8/1～7/31 到職日～滿1年                             | 8/1～7/31 到職日～滿1年                            | 8/1～7/31 到職日～滿1年                            | 8/1～7/31 到職日～滿1年                            | 8/1～7/31 到職日～滿1年                            | 8/1～7/31 到職日～滿1年                            | 8/1～7/31 到職日～滿1年                            | 8/1～7/31 到職日～滿1年                            | 8/1～7/31 到職日～滿2年              | 8/1～7/31 到職日～滿2年              | 8/1～7/31 到職日～滿2年              | 8/1～7/31 到職日～滿2年              | 8/1～7/31 到職日～滿2年              | 8/1～7/31 到職日～滿2年              | 8/1～7/31 到職日～滿2年              | 8/1～7/31 到職日～滿2年              | 8/1～7/31 到職日～滿2年              | 8/1～7/31 到職日～滿2年              | 8/1～7/31 到職日～滿2年              | 8/1～7/31 到職日～滿2年              | 8/1～7/31 到職日～滿3年              | 8/1～7/31 到職日～滿3年              | 8/1～7/31 到職日～滿3年              | 8/1～7/31 到職日～滿3年              | 8/1～7/31 到職日～滿3年              |                           |                           |                           |
| 周年制 | 0天 給假方式：年資期滿後一次給             | 0天 給假方式：年資期滿後一次給             | 0天 給假方式：年資期滿後一次給             | 0天 給假方式：年資期滿後一次給             | 0天 給假方式：年資期滿後一次給             | 0天 給假方式：年資期滿後一次給             | 3天                                                 | 3天                                                 | 3天                                                 | 3天                                                 | 3天                                                 | 3天                                                 | 7天                                                 | 7天                                                 | 7天                                                 | 7天                                                 | 7天                                                 | 7天                                                | 7天                                                | 7天                                                | 7天                                                | 7天                                                | 7天                                                | 7天                                                | 10天                                 | 10天                                 | 10天                                 | 10天                                 | 10天                                 | 10天                                 | 10天                                 | 10天                                 | 10天                                 | 10天                                 | 10天                                 | 10天                                 | 14天                                 | 14天                                 | 14天                                 | 14天                                 | 14天                                 |                           |                           |                           |
| 曆年制 | 8/1到職                                    |                                            |                                            |                                            |                                            |                                            | 2/1～12/31 到職日～年末結算日                       | 2/1～12/31 到職日～年末結算日                       | 2/1～12/31 到職日～年末結算日                       | 2/1～12/31 到職日～年末結算日                       | 2/1～12/31 到職日～年末結算日                       | 2/1～12/31 到職日～年末結算日                       | 2/1～12/31 到職日～年末結算日                       | 2/1～12/31 到職日～年末結算日                       | 2/1～12/31 到職日～年末結算日                       | 2/1～12/31 到職日～年末結算日                       | 2/1～12/31 到職日～年末結算日                       | 1/1～12/31 元旦～年末結算日                        | 1/1～12/31 元旦～年末結算日                        | 1/1～12/31 元旦～年末結算日                        | 1/1～12/31 元旦～年末結算日                        | 1/1～12/31 元旦～年末結算日                        | 1/1～12/31 元旦～年末結算日                        | 1/1～12/31 元旦～年末結算日                        | 1/1～12/31 元旦～年末結算日          | 1/1～12/31 元旦～年末結算日          | 1/1～12/31 元旦～年末結算日          | 1/1～12/31 元旦～年末結算日          | 1/1～12/31 元旦～年末結算日          | 1/1～12/31 元旦～年末結算日          | 1/1～12/31 元旦～年末結算日          | 1/1～12/31 元旦～年末結算日          | 1/1～12/31 元旦～年末結算日          | 1/1～12/31 元旦～年末結算日          | 1/1～12/31 元旦～年末結算日          | 1/1～12/31 元旦～年末結算日          | 1/1～12/31 元旦～年末結算日          | 1/1～12/31 元旦～年末結算日          | 1/1～12/31 元旦～年末結算日          | 1/1～12/31 元旦～年末結算日          | 1/1～12/31 元旦～年末結算日          |                           |                           |                           |
| 曆年制 | 0天 給假方式：年資期滿後按在職日比例分段給 | 0天 給假方式：年資期滿後按在職日比例分段給 | 0天 給假方式：年資期滿後按在職日比例分段給 | 0天 給假方式：年資期滿後按在職日比例分段給 | 0天 給假方式：年資期滿後按在職日比例分段給 | 0天 給假方式：年資期滿後按在職日比例分段給 | 3天 3天*（在職天數181天/181天） ※ 2/1至7/31 共181天 | 3天 3天*（在職天數181天/181天） ※ 2/1至7/31 共181天 | 3天 3天*（在職天數181天/181天） ※ 2/1至7/31 共181天 | 3天 3天*（在職天數181天/181天） ※ 2/1至7/31 共181天 | 3天 3天*（在職天數181天/181天） ※ 2/1至7/31 共181天 | 3天 3天*（在職天數181天/181天） ※ 2/1至7/31 共181天 | 2.93天 7天*（在職153天/365天） ※ 8/1至12/31 共153天 | 2.93天 7天*（在職153天/365天） ※ 8/1至12/31 共153天 | 2.93天 7天*（在職153天/365天） ※ 8/1至12/31 共153天 | 2.93天 7天*（在職153天/365天） ※ 8/1至12/31 共153天 | 2.93天 7天*（在職153天/365天） ※ 8/1至12/31 共153天 | 4.07天 7天*（在職212天/365天） ※ 1/1至7/31 共212天 | 4.07天 7天*（在職212天/365天） ※ 1/1至7/31 共212天 | 4.07天 7天*（在職212天/365天） ※ 1/1至7/31 共212天 | 4.07天 7天*（在職212天/365天） ※ 1/1至7/31 共212天 | 4.07天 7天*（在職212天/365天） ※ 1/1至7/31 共212天 | 4.07天 7天*（在職212天/365天） ※ 1/1至7/31 共212天 | 4.07天 7天*（在職212天/365天） ※ 1/1至7/31 共212天 | 4.19天 10天*（在職153天/365天）      | 4.19天 10天*（在職153天/365天）      | 4.19天 10天*（在職153天/365天）      | 4.19天 10天*（在職153天/365天）      | 4.19天 10天*（在職153天/365天）      | 5.81天 10天*（在職212天/365天）      | 5.81天 10天*（在職212天/365天）      | 5.81天 10天*（在職212天/365天）      | 5.81天 10天*（在職212天/365天）      | 5.81天 10天*（在職212天/365天）      | 5.81天 10天*（在職212天/365天）      | 5.81天 10天*（在職212天/365天）      | 5.87天 14天*（在職153天/365天）      | 5.87天 14天*（在職153天/365天）      | 5.87天 14天*（在職153天/365天）      | 5.87天 14天*（在職153天/365天）      | 5.87天 14天*（在職153天/365天）      |                           |                           |                           |
| 違法曆年制 ✗ | 8/1到職                                    |                                            |                                            |                                            |                                            |                                            | 2/1～12/31 到職日～年末結算日                       | 2/1～12/31 到職日～年末結算日                       | 2/1～12/31 到職日～年末結算日                       | 2/1～12/31 到職日～年末結算日                       | 2/1～12/31 到職日～年末結算日                       | 2/1～12/31 到職日～年末結算日                       | 2/1～12/31 到職日～年末結算日                       | 2/1～12/31 到職日～年末結算日                       | 2/1～12/31 到職日～年末結算日                       | 2/1～12/31 到職日～年末結算日                       | 2/1～12/31 到職日～年末結算日                       | 1/1～12/31 元旦～年末結算日                        | 1/1～12/31 元旦～年末結算日                        | 1/1～12/31 元旦～年末結算日                        | 1/1～12/31 元旦～年末結算日                        | 1/1～12/31 元旦～年末結算日                        | 1/1～12/31 元旦～年末結算日                        | 1/1～12/31 元旦～年末結算日                        | 1/1～12/31 元旦～年末結算日          | 1/1～12/31 元旦～年末結算日          | 1/1～12/31 元旦～年末結算日          | 1/1～12/31 元旦～年末結算日          | 1/1～12/31 元旦～年末結算日          | 1/1～12/31 元旦～年末結算日          | 1/1～12/31 元旦～年末結算日          | 1/1～12/31 元旦～年末結算日          | 1/1～12/31 元旦～年末結算日          | 1/1～12/31 元旦～年末結算日          | 1/1～12/31 元旦～年末結算日          | 1/1～12/31 元旦～年末結算日          | 1/1～12/31 元旦～年末結算日          | 1/1～12/31 元旦～年末結算日          | 1/1～12/31 元旦～年末結算日          | 1/1～12/31 元旦～年末結算日          | 1/1～12/31 元旦～年末結算日          |                           |                           |                           |
| 違法曆年制 ✗ | 0天 給假方式：年資期滿後一次給             | 0天 給假方式：年資期滿後一次給             | 0天 給假方式：年資期滿後一次給             | 0天 給假方式：年資期滿後一次給             | 0天 給假方式：年資期滿後一次給             | 0天 給假方式：年資期滿後一次給             | 3天 3天*（在職天數/334天）                          | 3天 3天*（在職天數/334天）                          | 3天 3天*（在職天數/334天）                          | 3天 3天*（在職天數/334天）                          | 3天 3天*（在職天數/334天）                          | 3天 3天*（在職天數/334天）                          | 3天 3天*（在職天數/334天）                          | 3天 3天*（在職天數/334天）                          | 3天 3天*（在職天數/334天）                          | 3天 3天*（在職天數/334天）                          | 3天 3天*（在職天數/334天）                          | 7天 7天*（在職天數/365天）                         | 7天 7天*（在職天數/365天）                         | 7天 7天*（在職天數/365天）                         | 7天 7天*（在職天數/365天）                         | 7天 7天*（在職天數/365天）                         | 7天 7天*（在職天數/365天）                         | 7天 7天*（在職天數/365天）                         | 7天 7天*（在職天數/365天）           | 7天 7天*（在職天數/365天）           | 7天 7天*（在職天數/365天）           | 7天 7天*（在職天數/365天）           | 7天 7天*（在職天數/365天）           | 10天 10天*（在職天數/365天）         | 10天 10天*（在職天數/365天）         | 10天 10天*（在職天數/365天）         | 10天 10天*（在職天數/365天）         | 10天 10天*（在職天數/365天）         | 10天 10天*（在職天數/365天）         | 10天 10天*（在職天數/365天）         | 10天 10天*（在職天數/365天）         | 10天 10天*（在職天數/365天）         | 10天 10天*（在職天數/365天）         | 10天 10天*（在職天數/365天）         | 10天 10天*（在職天數/365天）         |                           |                           |                           |
| 會計年度 | 8/1到職                                    |                                            |                                            |                                            |                                            |                                            | 2/1～3/31 到職日～會計年結算日                      | 2/1～3/31 到職日～會計年結算日                      | 4/1～3/31 會計年起算日～會計年結算日                | 4/1～3/31 會計年起算日～會計年結算日                | 4/1～3/31 會計年起算日～會計年結算日                | 4/1～3/31 會計年起算日～會計年結算日                | 4/1～3/31 會計年起算日～會計年結算日                | 4/1～3/31 會計年起算日～會計年結算日                | 4/1～3/31 會計年起算日～會計年結算日                | 4/1～3/31 會計年起算日～會計年結算日                | 4/1～3/31 會計年起算日～會計年結算日                | 4/1～3/31 會計年起算日～會計年結算日               | 4/1～3/31 會計年起算日～會計年結算日               | 4/1～3/31 會計年起算日～會計年結算日               | 4/1～3/31 會計年起算日～會計年結算日               | 4/1～3/31 會計年起算日～會計年結算日               | 4/1～3/31 會計年起算日～會計年結算日               | 4/1～3/31 會計年起算日～會計年結算日               | 4/1～3/31 會計年起算日～會計年結算日 | 4/1～3/31 會計年起算日～會計年結算日 | 4/1～3/31 會計年起算日～會計年結算日 | 4/1～3/31 會計年起算日～會計年結算日 | 4/1～3/31 會計年起算日～會計年結算日 | 4/1～3/31 會計年起算日～會計年結算日 | 4/1～3/31 會計年起算日～會計年結算日 | 4/1～3/31 會計年起算日～會計年結算日 | 4/1～3/31 會計年起算日～會計年結算日 | 4/1～3/31 會計年起算日～會計年結算日 | 4/1～3/31 會計年起算日～會計年結算日 | 4/1～3/31 會計年起算日～會計年結算日 | 4/1～3/31 會計年起算日～會計年結算日 | 4/1～3/31 會計年起算日～會計年結算日 | 4/1～3/31 會計年起算日～會計年結算日 | 4/1～3/31 會計年起算日～會計年結算日 | 4/1～3/31 會計年起算日～會計年結算日 |                           |                           |                           |
| 會計年度 | 0天 給假方式：年資期滿後按在職日比例分段給 | 0天 給假方式：年資期滿後按在職日比例分段給 | 0天 給假方式：年資期滿後按在職日比例分段給 | 0天 給假方式：年資期滿後按在職日比例分段給 | 0天 給假方式：年資期滿後按在職日比例分段給 | 0天 給假方式：年資期滿後按在職日比例分段給 | 1天 3*(59/181)                                      | 1天 3*(59/181)                                      | 2天 3*(122/181)                                     | 2天 3*(122/181)                                     | 2天 3*(122/181)                                     | 2天 3*(122/181)                                     | 4.66天 7天*（在職243天/365天）                      | 4.66天 7天*（在職243天/365天）                      | 4.66天 7天*（在職243天/365天）                      | 4.66天 7天*（在職243天/365天）                      | 4.66天 7天*（在職243天/365天）                      | 4.66天 7天*（在職243天/365天）                     | 4.66天 7天*（在職243天/365天）                     | 4.66天 7天*（在職243天/365天）                     | 2.34天 7*(122/365)                                 | 2.34天 7*(122/365)                                 | 2.34天 7*(122/365)                                 | 2.34天 7*(122/365)                                 | 6.66天 10天*（在職243天/365天）      | 6.66天 10天*（在職243天/365天）      | 6.66天 10天*（在職243天/365天）      | 6.66天 10天*（在職243天/365天）      | 6.66天 10天*（在職243天/365天）      | 6.66天 10天*（在職243天/365天）      | 6.66天 10天*（在職243天/365天）      | 6.66天 10天*（在職243天/365天）      | 3.34天 10*(122/365)                  | 3.34天 10*(122/365)                  | 3.34天 10*(122/365)                  | 3.34天 10*(122/365)                  | 9.32天 14天*(243天/365天)            | 9.32天 14天*(243天/365天)            | 9.32天 14天*(243天/365天)            | 9.32天 14天*(243天/365天)            | 9.32天 14天*(243天/365天)            | 9.32天 14天*(243天/365天) | 9.32天 14天*(243天/365天) | 9.32天 14天*(243天/365天) |

## 事件概要
2015年5月8日，當時尚為民主進步黨籍總統參選人的民進黨主席蔡英文參訪彰濱工業區線西區健和興端子公司，並與彰濱工業區廠商座談時說道，「政府如果只談長期政策一定會垮，如果只談短期政策一樣會垮。最近討論的工時和放假日，一年放一百多天；老實說，我也真的覺得，台灣勞工的假確實休太多了。工時、休假有一點到臨界點，不能再往上去。一到選舉，這些議題變成選舉話題，理性很難出來。本來民進黨立法院黨團有配套方案，不知怎麼變成這樣過去。如果民進黨再度執政，在修改勞工放假日這方面再討論。」
針對蔡英文的「勞工假日放太多」說詞，2015年5月9日，社會民主黨召集人范雲表示，台灣勞工每年平均工時長度是2,140小時，工作日比日本多50天、比德國多94天，身為最大在野黨主席的蔡英文卻在工商界面前隨意附和「假日放太多」的說法，實在離譜。范雲認為，蔡英文說要把支持者的淚水轉化成笑容，當中最重要的關鍵就是提升勞工權益，而不是被財團牽著鼻子走。
2015年8月28日，勞動部預告修正《勞動基準法施行細則》，預計2016年上路，法定工時縮短為每周40小時。
2016年1月1日起，《勞動基準法》法定工時由雙週84小時減為單週40小時，但行政院「配套」修正《勞動基準法施行細則》，刪除勞工七天國定假日。在馬英九政府後期，勞動部部長陳雄文堅持刪除七天假，不惜在立法院舌戰民進黨立法委員，也引發勞工團體激烈抗爭；2016年4月8日，立法院會議決議退回此案。
2016年4月28日，台灣勞工陣線理事長廖蕙芳延攬入閣。
2016年5月24日，蔡英文政府首任勞動部部長郭芳煜接受《聯合晚報》專訪時表示，會先恢復七天國定假日，並於一個月內馬上提出《勞動基準法》修正案，於第36條明定勞工每七天應休二天；另修訂第37條，將目前勞工紀念日由勞動部訂定規定，回歸事業主管機關訂定，亦即由內政部統一規定，屆時全國同享周休二日，國定假日也全國一致。
2016年6月2日，民進黨立法院黨團總召集人柯建銘、勞動部及經濟部官員與中華民國全國工業總會、中華民國全國商業總會、中華民國工商協進會等企業主代表商討勞工休假問題的解決機制，最後確定將維持馬英九政府版的法案、砍掉七天國定假日（只紀念不放假）的決議，附帶全體勞工每週「一例一休」作為配套。

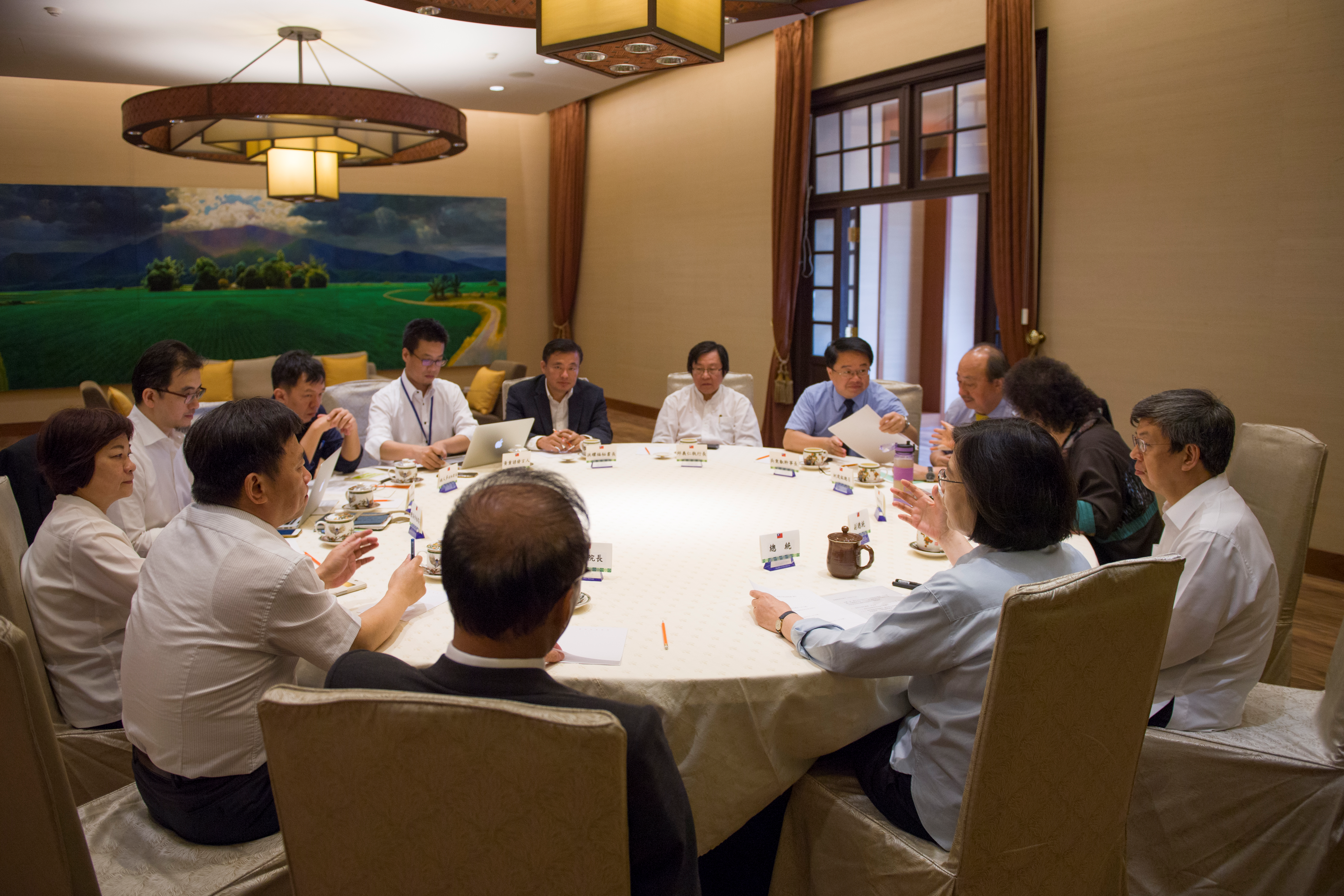
蔡英文召開首次「執政決策協調會議」

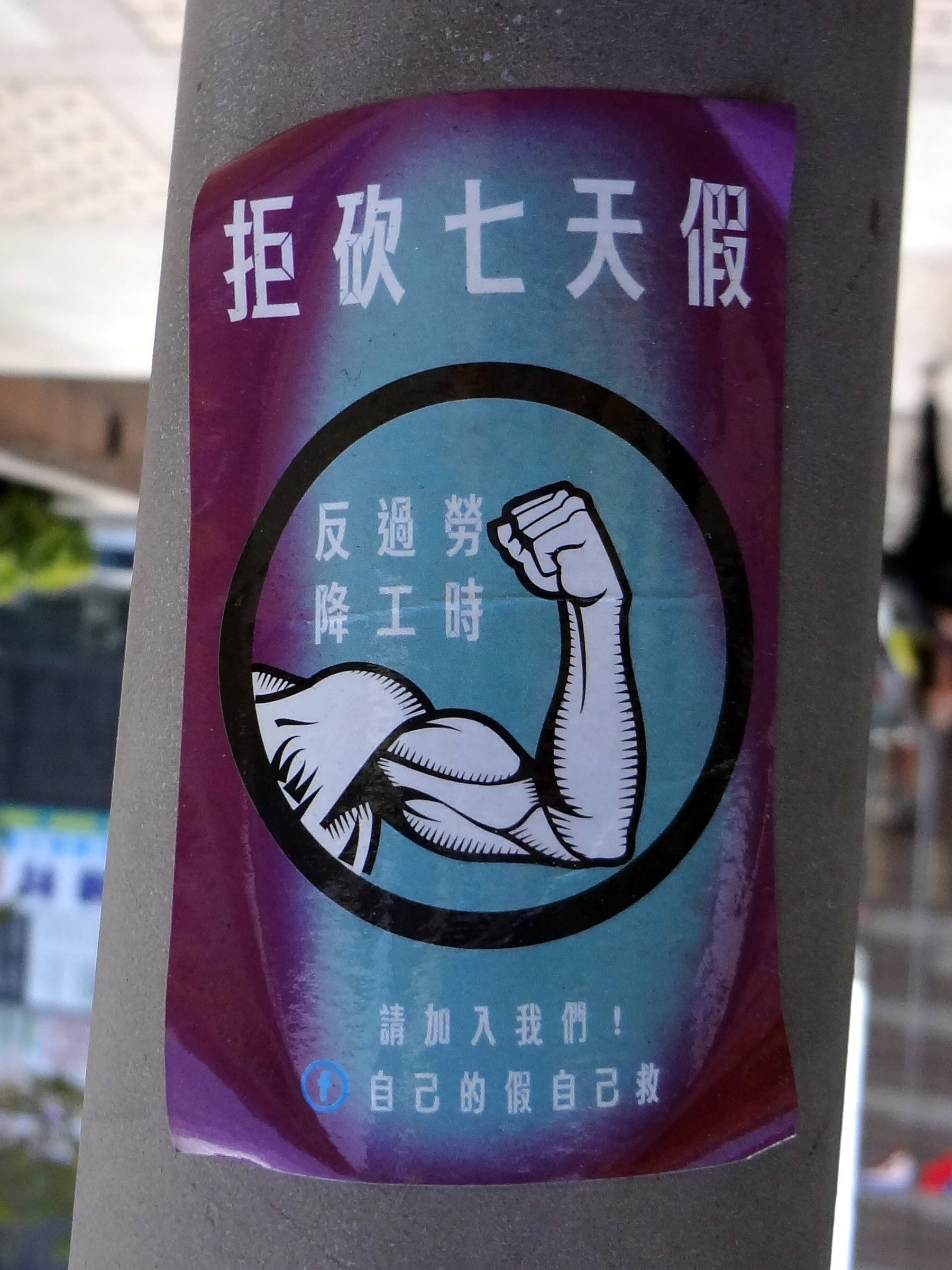
勞工團體的「拒砍七天假，反過勞，降工時」抗議標語貼紙

2016年10月3日，蔡英文在總統府召開首次「執政決策協調會議」，討論一例一休修法，希望凝聚共識，力拚本年底前完成《勞動基準法》修法。執政決策協調會議出席者包括副總統陳建仁、行政院院長林全、行政院副院長林錫耀、民進黨立法院黨團總召集人柯建銘、民進黨立法院黨團幹事長吳秉叡、民進黨秘書長洪耀福、新境界文教基金會執行長邱義仁、高雄市市長陳菊、總統府副秘書長劉建忻、總統府副秘書長姚人多、國家安全會議副秘書長陳俊麟等。
2016年10月5日，立法院社會福利及衛生環境委員會舉行包括一例一休在內的《勞動基準法》修正草案共七案初審，民進黨立法委員陳瑩擔任召集委員，原本排定詢答，各黨委員都登記發言，民進黨立法院黨團卻宣布停止詢答，陳瑩詢問在場有無異議，民進黨立法院黨團大喊「沒有」，中國國民黨立法院黨團大喊「有」。陳瑩並未進行表決，在會議召開一分鐘內就直接宣布通過初審。國民黨立委痛罵陳瑩是「一分瑩」，勞工團體怒罵陳瑩跟「半分忠」張慶忠有什麼不一樣，一度被民進黨立法院黨團關在門外的時代力量立委則是帶著準備資料坐在主席台下、未站上去抗議。時代力量立法院黨團和國民黨立法院黨團皆表示應先開公聽會再審查，主張會議通過的審查無效；親民黨也對於初審通過表示遺憾。勞工團體得知砍假案通過審查後，在立法院群賢樓外怒批蔡英文政府「承擔資方利益，出賣工人權益」，然後前往立法院門口丟擲雞蛋，表示蔡英文政府已經「點亮」全台怒火，誓言將凝聚工人力量發起更大規模的抗爭以防止砍假案輕易通過二讀。同日，台灣高等教育產業工會組織部主任林柏儀批評，一例一休案不但三天送出行政院會議，本日更在本次會議第一次審查就強行闖關，為了資方的利益不惜罔顧民主程序；民進黨常罵別人黑箱作業，其實「自己更黑箱」。同日，2016工鬥連線成員郭冠均說，民進黨立委陳曼麗在本次會議中提案「停止詢答、討論」，陳瑩隨後未經表決就宣告全案審查完畢，這種不尊重議事規則的議案闖關方式與「國民黨以前慣用的伎倆」毫無差異。同日，公民監督國會聯盟批評，民進黨過去以「委員會中心」為國會改革的核心，但民進黨此舉顯然與此核心背道而馳。
2016年10月6日，民進黨立法委員林淑芬在審議一例一休法案時，只簽到出席，隨即離開；《自由時報》記者曾韋禎隨即在facebook撰文，批評林淑芬「雙面人」，並公開林淑芬兩名未成年子女的名字；其後在林淑芬抗議下，曾韋禎把文中的兩名子女名字隱藏，隨後向林淑芬道歉。2016年10月7日，《自由時報》電子報版首頁右側發布聲明稿譴責曾韋禎，「對其個人行為，本報編輯部向林淑芬委員鄭重致歉」；國立政治大學地政學系教授徐世榮則在facebook宣布已經取消訂閱《自由時報》，並註明「請《自由時報》不要再送報紙給我了，因為我真的不想再看到一份完全缺乏專業倫理道德的報紙」。
2016年10月12日，不滿立法院社會福利及衛生環境委員會在短短1分鐘內初審通過砍除勞工七天國定假日的《勞動基準法》修正案，各大學教授王金壽、林佳和、林昱瑄、林敏聰、林瓊珠、吳豪人、邱羽凡、邱毓斌、徐偉群、翁裕鋒、張鑫隆、陳宜倩、陳尚志、陳俊宏、陳政亮、黃厚銘、黃涵榆、楊佳羚、管中祥、劉梅君、劉靜怡共21人發起連署，認為民進黨此舉嚴重破壞民主審議的立法體制，「嚴厲譴責民進黨此次反民主的粗暴作法」，要求本案應回到立法院社福衛環委員會重新審議。
2016年10月25日，2016工鬥連線與其他勞工團體合組「123大聯盟」，於本日發動三千人遊行，反對砍除勞工七天國定假日。
2016年11月13日，蔡英文破例在總統官邸接受《台灣蘋果日報》專訪，對於一例一休爭議引發2016工鬥連線絕食抗議，她說，「對民進黨來說，這是有史以來最痛苦的事，非常痛苦，因為中小企業也是民進黨長期夥伴」，「勞工本就是我們民進黨心裡最軟的那塊」；現階段只能以「勞工最大利益、中小企業又可接受」找出一個方案，等中小企業成功轉型、經濟恢復動能以後再來考慮下階段能給勞工做什麼；大家都忘記勞工七天國定假日的源頭是一周只休一天，勞工七天國定假日在走向周休二日後就沒必要存在，而且國定假日要統一；現階段政府已幫勞工提高基本工資、工作七天需休一天等政策，未來將推動修法增加新進人員入職後特別休假。
2016年11月29日，台灣電子電機資訊產業工會爆料：立法院衛環委員會民進黨籍召集委員陳瑩提案凍結勞動部職業安全衛生署給地方政府增聘勞動檢查員的預算新臺幣2億9,595萬9,000元，理由是：
- 約聘勞檢員僅訓練一周。
- 約聘勞檢員沒有後續教育訓練。
- 約聘勞檢員專業度不足。
- 勞檢無緩衝期。
- 處罰不符比例。
- 加班與出勤認定過於僵化。

連署者為民進黨立委黃秀芳、陳曼麗。

2016年12月2日，立法院會議中，民進黨立法院黨團一開始便提案將一例一休及砍除勞工七天國定假日的《勞動基準法》修正草案排入討論議程第一案，意圖挾人數優勢強行表決通過此案。2016工鬥連線等勞工團體一早便在立法院外集結抗議，抨擊民進黨「左手拿勞工選票，右手拿資方的錢」。中午休息時間，勞工團體聚集在立法院青島東路側門，民進黨立法院黨團總召集人柯建銘欲返回立法院，繞經人潮最多的青島東路側門，與勞工團體爆發激烈推擠衝突，一度被人潮推倒在地，後續在優勢警力的反制與戒護下才突破人牆、返回立法院。柯建銘返回立法院後宣稱「台灣民主輓歌已經響起」，其他民進黨立委則給柯建銘英雄般的掌聲。
2016年12月6日，在立法院正進行《勞動基準法》修正案表決時，台北市政府警察局出動1018名警員維護立法院周邊安全，並保護立法委員進出立法院的安全，此外第一次使用「鐵馬」作為路障器材，受到矚目。同日，歷經六個小時的朝野协商，以60人贊成40人反對完成二讀，立法院院长苏嘉全成功搶回議場主席台，宣布《勞動基準法》相關修正案三讀通過，明訂施行一例一休，年資滿半年勞工新增3日特別休假，並自2017年1月1日實施刪除七天假。
2017年3月17日，勞動部預告增刪《勞動基準法施行細則》第16條，擬將特休給假方式改為「周年制、曆年制、年度會計制」三軌並行；勞動部勞動條件及就業平等司司長謝倩蒨說，現在還在預告期間，尚未確定施行日期。
2017年7月6日，民進黨秘書長洪耀福與民進黨全體黨工座談，黨工提出低薪、加班、加薪等問題。民進黨國際事務部政務副主任陳俞融指出，想賺錢就不要來民進黨，來民進黨就要付出、學習，不該是為了薪水而已。
2017年10月30日，中國文化大學法律學系教授兼勞動部法規會委員邱駿彥參加勞動部法規會委員會議，外聘委員都認為行政院版《勞基法》修正草案不可行，會議主席、前勞動部政務次長廖蕙芳指出「一定要通過」。邱駿彥認為，行政院版《勞基法》修正草案「完全是賴清德院長自己的想法」。
2017年10月31日，一例一休實施未滿一年，勞動部即預告將再次大幅修訂，釋出主要修法方向，對一例一休之諸多項目大幅鬆綁，勞工團體認為該修法方向將造成勞權大幅倒退。中華民國全國中小企業總會理事長林慧瑛表示，加班上限希望放寬至60小時。

2017年11月27日，一例一休再修法前夕，台灣勞工陣線系統的勞動部政務次長廖蕙芳請辭獲准，前臺北市政府秘書長蘇麗瓊接任勞動部政務次長。
2018年1月10日立法院三讀通過勞基法修正案，外界普遍視為是「一例一休」修法之延續，稱之為「一例一休」第二次修法，但實際上此次修法內容與2016年12月6日通過之勞基法修法重疊條文僅有勞基法第24條關於加班費計算之規定。另勞工團體認為本次修法使勞動權益倒退稱之為「勞基法修惡」。此次修法主要修改內容為：
- 假日加班未滿4小時以4小時計，改為依實際加班時數核實計算。
- 加班工時上限由單月不超過46小時，改為單月不超過54小時，三個月加班時數加總不超過138小時。
- 特休假原於當年度未休完應折算給薪，改為可遞延至次年，次年未休完仍應折算給薪。
- 輪班制勞工間隔11小時休息，經工會或勞資會議同意得縮短為8小時。[52]
- 加班時數可以換補休。[53]

但前述例假調整、工時帳戶……等彈性，均非由雇主單方面就可決定調整，而是需經由工會同意，如公司沒有成立工會，則應經勞資會議通過。
2018年12月4日，行政院發言人谷辣斯·尤達卡表示，現階段沒有重新討論恢復七天國定假日的必要。桃園市產業總工會秘書長葉瑾瑜批評，這顯示民進黨即便經歷2018年九合一選舉慘敗仍未反省，未來人民的憤怒一定會在2020年大選讓民進黨再輸一次。
2018年12月17日，民進黨全國黨代表陳筱諭投入2019年臺南市第二選舉區立法委員缺額補選黨內初選，在台北市五院附近高掛廣告看板「還我七天假」直批一例一休，認為一例一休修法失當使勞工與年輕人對民進黨失去信心。2019年1月9日，陳筱諭抨擊民進黨黑箱作業護航前勞動部次長郭國文贏得黨內初選，宣布退黨、以無黨籍參選。

## 反應

### 總統
2017年7月14日，蔡英文於民進黨縣市黨部主委聯誼會中表示，她是法學博士，但她研究一例一休的修法之後覺得非常複雜，「很多法條看3遍也看不懂」。
2018年12月28日，蔡英文與媒體茶敘時說，年輕人對一例一休不滿意，但「我們不能做到完全他們所要求的」，因為還要考慮到轉型的中小企業能不能追得上新的勞動標準。她呼籲年輕人，「如果他們平心靜氣看看，或許我們做得不夠好、不夠多，但是我們真的很盡力地在做；在我們做得到、在國家可以負擔範圍之內，我們都盡量地想辦法，來讓年輕人的生活負擔可以降低點」。

### 政府官員
2016年12月6日，臺北市政府勞動局局長賴香伶接受台北電台專訪時表示：「勞工應該都知道一例一休真正要解決什麼問題，所謂『一休』就是可以讓勞工多賺加班費。修法過後實質情況就是休假變少、加班費變多，讓勞工的收入變高，雖然不是滿意，但勞工大部分應該都可以接受，但這樣的內容不等於要連帶砍7天假。若所有修法都變成套裝式，想要變成一次解決所有問題，大家當然會不滿。」
2017年1月3日，對於未來台北的餐飲業為了節省人力成本而恐怕跟歐洲國家一樣周六不營業，行政院院長林全說，這是走向現代化社會必須付出的代價。林全說，修正《勞動基準法》，目的是希望勞工勞動條件變好，雇主多僱用勞工，可解決失業率問題；天下沒有白吃的午餐，工時減少後要維持生產力不變，只好多僱用勞工、多付加班費，結果會漲價；企業員工分紅可能比以前少、調薪空間變小等，都是考慮市場現實、必須要做的局部改變。
2017年2月8日，蔡英文的表姊林美珠接任勞動部部長，郭芳煜卸任。郭芳煜一卸任即直言，接下一例一休這個燙手山芋，就註定他會卸任。
2017年2月10日，林美珠首度發表她對未來一例一休方向：勞動部必須「顧客導向」宣導一例一休，「行政團隊都要跳出來」協助宣導，地方政府也應協助宣導，避免發生「診所假日不能營業」等誤解；低薪是整體經濟結構的問題，大家都有責任，勞工也是消費者；老闆應善待勞工、將盈餘回饋到勞工身上，以刺激消費、形成良善的循環。
行政院發言人徐國勇用物質不滅定律形容，工資、工時、企業獲利三者加起來，一定是得到一個共同數字。
2017年3月22日，行政院主計總處公布本年1月薪資與生產力統計：受廠商發放年終及績效獎金影響，1月含固定月薪、獎金、紅利及加班費等薪資，平均每位受雇員工可領到新台幣93,144元。外界批評，主計總處公布薪資「平均數」，無法完全反映真實情況。
2017年3月23日，中央銀行總裁彭淮南說，一例一休限制勞動市場彈性，最後可能使提高勞工福祉的美意適得其反：1979年新加坡實行「工資調整政策」，期盼透過大幅提高工資追求更高生產力，卻造成所得分配不均，導致1985年新加坡經濟衰退；1986年，工資調整政策被「彈性工資政策」取代，決定工資時把生產力、獲利能力及個人表現納入，擴大企業資訊共享，導正政策缺失。
2017年4月20日，桃園市政府勞動局在桃園市議會發表工作報告，接受議員黃婉如質詢時承認，一例一休實施後，桃園市政府社會局、桃園市政府衛生局、桃園市政府環境清潔稽查大隊、桃園市各區公所、甚至桃園市政府勞動局本身都因超時工作被開罰，目前也有單位提出訴願。
2017年4月24日，行政院主計總處國勢普查處副處長潘寧馨說，較難從就業市場與失業率看出一例一休對勞動市場的影響，但本年1至2月加班工時僅較2016年同期微增2.6%，本年1至2月加班費增幅12.5%為七年來最高，顯然加班工時、加班費、受雇員工人數會有影響。
2017年5月24日，林美珠在立法院社福衛環委員會說，一例一休才剛施行，勞動部仍按照「宣導、輔導、檢查」三階段進行，持續協助事業單位落實法令、協助勞工瞭解自身權益；任何工資工時的規範，勞資之間必須有相當的共識，談到修法也應審慎聽取勞資意見，勞動部「目前並無修法的打算」。
2017年7月24日，行政院主計總處發布本年5月受僱員工調查：本年1月至5月加班工時較2016年同期下滑，但加班費年增率8.55%（平均每人每月比2016年同期增加新台幣134元）；本年1月至5月受僱人數較2016年同期增加8.9萬人，低於過去幾年的增幅12萬至13萬人；本年1月至5月實質經常性薪資為月薪新台幣37,809元，與2000年月薪新台幣37,805元相當。

### 縣市首長
2017年3月14日，南投縣縣長林明溱表示，要求南投縣政府法務人員找出相關法令讓南投不用施行一例一休，「被糾舉沒差，不被抓去關就好」。林明溱並表示，觀光是南投的命脈，南投各遊樂區過去都給員工彈性休假，每年5月、6月和11月淡季員工都在放假、只有周休日上班，寒暑假旺季則是全員上班，勞資雙方早就有一定的默契。花蓮縣縣長傅崐萁建議，一例一休政策暫緩5年，讓台灣經濟壯大後再考慮施行；一例一休已讓「勞資雙輸」，在景氣蕭條之際，全台所有產業正面臨空前劇變。苗栗縣縣長徐耀昌表示，一例一休執行上在休假部分「窒礙難行」，建議立法委員進行修法變更；苗栗縣政府以及鄉鎮市公所經常會在週休假日舉辦活動，臨時人員和約聘僱人員必須遵守一例一休以致於無法參加協助，造成人手短缺、作業困難。
2017年5月1日，臺中市市長林佳龍說，「一例一休就是周休二日」，但制度上缺乏彈性，恐導致立法美意變形，甚至可能損害弱勢中小企業主與弱勢勞工權益；過去社會未落實《勞動基準法》規定，因此不能將《勞動基準法》的所有問題全部推給一例一休；他將建議中央，延長一例一休宣導期，做好配套措施，努力創造勞方、資方、政府三贏局面。
2019年7月16日，臺北市市長柯文哲批評民進黨「說謊成性」，蔡英文跨海回批「常常聽不懂他在說什麼」。2019年7月17日，柯文哲諷刺，老百姓講的話，蔡英文也聽不懂太多，「不然一例一休怎麼會搞成這樣子」。2019年8月27日，柯文哲再諷刺，蔡英文依然沒講出台灣價值到底是什麼，「難道一例一休、年金改革、卡管、北農事件就是蔡英文的台灣價值嗎」，請蔡英文趕快老實說出自己的台灣價值。

### 立法委員
2016年10月27日，立法院社會福利及衛生環境委員會通過一例一休相關草案的議事錄確認後，民進黨立法院黨團幹事長吳秉叡在黨團記者會上說「反對（一例一休）法案的人，將來選舉可以不要支持民進黨」，引發爭議；吳秉叡於同日晚間澄清，他的意思是尊重不支持修法的人，卻因過度簡化的語言讓大家無法理解，他願表示歉意。同日，時代力量立法院黨團總召集人徐永明說，有人說民進黨可以不要「不支持一例一休」的選票，但他質疑民進黨是否也可以不要「支持國會改革」的選票。同日，時代力量立法委員高潞·以用·巴魕剌抨擊，民進黨粗暴推動一例一休草案，已經違背對人民的承諾、背叛人民的期待。
2016年11月1日，時代力量立法委員黃國昌說，許多人批評時代力量在立法院沒有透過議事杯葛、佔領主席台等方式成功阻擋一例一休法案，但他想說，時代力量「不想走到那一步」；若民進黨真的硬闖，他還要跟時代力量其他立委討論怎麼應對。
2016年11月14日，時代力量立法委員林昶佐質詢郭芳煜，蔡英文政府上台後在各種政策都能提出完全不一樣的思考，為何唯獨勞動政策必須追隨馬英九政府？郭芳煜回應，「勞動政策不一樣，牽一髮動全局」。林昶佐繼續質疑，外交政策、兩岸政策難道不也是牽一髮動全局？郭芳煜回應，「我們是要循序漸進啦」。但林昶佐說，蔡英文政府能推動年金改革、轉型正義等議題，勞動政策追隨馬英九政府的真正原因是「勇氣不夠」。
2016年11月14日，高潞·以用·巴魕剌質詢郭芳煜，播放本年4月8日民進黨立委們質詢馬英九政府勞動政策的影片，抨擊民進黨勞動政策髮夾彎：「當時綠營的主張是單週工時40小時須搭配二例假日，如今執政後卻大轉彎！」高潞抨擊：「520執政前，民進黨立委為勞工據理力爭需要兩例假日；卻在執政後出現180度髮夾彎，這些過往的承諾都不用履行嗎？」郭芳煜臉色鐵青地看完影片，一時語塞、無言以對，經過數分鐘後才回應「勞動部用專業的角度，在這陣子努力說服民進黨立委們；可能是在說明後，改變了立委們的想法」。
2016年12月11日，前民進黨立委林濁水在facebook發文批評，柯建銘在一例一休爭議與同性婚姻合法化爭議「領軍演『一分瑩』、『（同性婚姻）立專法』，讓民進黨、總統、立委的民眾滿意度一路崩跌」。2017年1月1日，林濁水再批，蔡英文政府改革步調遲緩、價值模糊、決策猶豫、不顧民主程序，在同性婚姻合法化、一例一休、日本核災食品進口問題等爭議完全一樣。
2017年1月14日，旺旺中時民調中心調查民眾對一例一休等五大民生法案的評價，結果顯示50.6%民眾將一例一休列為評價最低的修法。民進黨立委黃偉哲說，《勞動基準法》修法過程中民意要休息（周休二日），修法通過後民意卻又抱怨變相減薪，民進黨已經滿是傷痕，民進黨宛如父子騎驢，怎麼做怎麼錯。民進黨立委趙天麟說，一例一休政策本意是避免勞工過勞、而非鼓勵勞工利用休息日出勤領「加倍薪資」，民進黨應自我檢討，行政單位應清楚說明。國民黨立委顏寬恒說，政府必須在勞資雙方出現糾紛時居間協調，蔡英文卻不知道這一點，「什麼事都想倚靠人民，那人民還能倚靠誰」。
2017年1月17日，民進黨立委鄭運鵬說，一例一休政策還需要一段時間觀察，未來如果蔡英文政府能拿出相關數據證明失業率、工時與薪資等項目上都有改善，就可以證明一例一休是好政策。
2017年1月26日，《新新聞》報導，多數綠營立委與輿論都認為，蔡英文政府為了改革而開了太多條戰線，「尤其一例一休加年金改革，完全掀起社會對立、與撕裂台灣人民」。
2017年2月21日，民進黨立委林俊憲說，2016年《勞動基準法》修法時，民進黨版的一例一休最溫和、理性；如果通過時代力量或國民黨要求的兩例假，造成休假不一致繼續存在，台灣經濟傷害更大，就完蛋了。
2017年2月24日，民進黨立委蔡易餘說，臺灣許多勞工的薪資需要仰賴加班費支撐，許多人月薪可以到新臺幣4萬元、其中1萬元是加班費，但是一例一休上路以後沒有機會賺加班費，結果就是勞方、資方、民眾「三輸」（勞工薪水未增，資方多付成本，民眾承擔物價漲），讓民進黨立委們從尾牙被罵到春酒；而一例一休不僅讓勞工無法加班，還讓很多企業改採人力派遣，對基層勞工更不利，已無法落實當初修法的美意。民進黨立委羅致政說，這陣子他發現一例一休對臺灣經濟的衝擊是全面的，一例一休使員工已經沒有加班的可能性，隨之增加的人事成本已成為資方承受不了的壓力。民進黨立委王定宇說，一例一休上路以後，使用專業型人力的企業成本都明顯增加，許多公司的員工加班制度都已失去彈性以免遭檢舉，導致不少人為了賺錢必須兼兩份差；希望未來在修正一例一休問題的過程中多找一些勞工與企業座談，而這邊說的勞工不是常常上街頭的、而是真正基層的勞工。
2017年3月16日，國民黨立法院黨團書記長王育敏批評，民進黨強行通過一例一休引發這麼多紛爭，中央部會首長卻視而不見，還說要懲罰抗議一例一休的縣市長，完全就是無能、卸責。國民黨立法院黨團副書記長曾銘宗說，一例一休造成全民皆輸、無所適從、天怒人怨，他呼籲蔡英文政府立即修正、回頭，反正民進黨的髮夾彎也不缺這個。
2017年4月13日，民進黨立委林岱樺說，一例一休硬性規定工時與加班費，卻難一體適用各產業的人力需求；雇主因不堪付出額外加班費而紛紛變相禁止勞工加班，勞工只能兼差填補薪資缺口；近期物價上漲與一例一休有直接或間接連結，林全不應該以「漲價是必然結果」一語將民生問題丟給自由市場，行政院應徹底調查及公布物價上漲與一例一休之間的關係。
2017年5月22日，民進黨立委許智傑、黃國書、陳賴素美、何欣純、黃秀芳、張廖萬堅舉行記者會公布《勞動基準法》修正草案，休息日加班改回以實際工時計算，加班時數採「工時帳戶」、上限提高至單月54小時；民進黨立委蘇治芬、林岱樺也分別向立法院議事處提出《勞動基準法》修正草案，內容類似。何欣純在其所屬選舉區臺中市第七選舉區參加晚會時曾因一例一休而被拒絕上台致詞，她在記者會上說，一例一休是要照顧所有勞工，而不是轉嫁成本、甚至勞資雙輸。
2017年6月23日，前民進黨立委林豐喜不滿一例一休，大罵蔡英文政府無所不管，「如果管到台灣經濟崩盤，這些人死都沒地方埋」。
2018年11月29日，時代力量立委徐永明說，當初民進黨對七天國定假日的態度反覆，最後擋不住資方壓力而大砍七天假，引發民眾反彈、人心流失，才會有2018年九合一選舉民進黨慘敗；希望勞動部盡快返還七天假，不要對勞工聲音「左耳進、右耳出」，否則2020年民進黨「等著被當掉、丟掉政權」。

### 政黨
2016年11月4日，社會民主黨發言人呂欣潔說，民進黨這半年來的轉變令人傻眼，不知道民進黨受到什麼威脅而要用這麼強硬的方式砍除勞工權利，寧願得罪千萬勞工也不願意去溝通，無視勞工與青年的抗議，反而每個月都跑去跟工商大老聚餐密會談條件，逼迫勞工最後要用絕食來阻擋一例一休法案。
2016年11月14日，國民黨文傳會副主任委員胡文琦說，蔡英文推動《勞動基準法》修法，推的是一例一休，卻謊稱推的是“兩例”，然後宣稱一例一休比公務員的兩例條件更優，人民當然想上街掀桌抗議。2017年2月22日，胡文琦說，民進黨曾經痛罵馬英九政府的油電雙漲，現在面對一例一休所帶動的萬物齊漲卻只會擺爛、裝傻、雙手一攤說“漲價是必然結果”。2017年2月28日，該會副主任委員洪孟楷說，蔡英文政府上任後用逃避來代替面對燙手的問題，共有11個例子，最後一個例子是「一例一休爭議，乾脆叫反對者不要投票給民進黨」。2017年5月23日，該會副主任委員李明賢說，民進黨用一例一休強勢砍掉勞工七天國定假日，騙勞工說此舉會增加勞工福利；如今行政院主計總處公布本年第一季加班費增加新臺幣1685元，這應該是對勞工有利的數據，為何民進黨立委還要修法。
2016年12月2日，民進黨發表聲明，譴責立法院外勞工團體追打柯建銘的「暴力行為」；但批踢踢網友翻出2008年11月6日蔡英文在facebook官方專頁聲援野草莓學運、批評馬英九的文章〈馬英九逼人民上街頭 才是最大暴力〉，諷刺民進黨換了位置就換了腦袋；網友也紛紛上蔡英文facebook官方專頁「朝聖」瀏覽該文。中國國民黨主席洪秀柱說，民進黨曾經稱讚這群勞工朋友是「民主的捍衛者」，暴力為民進黨所用就是「抗暴」，暴力不為民進黨所用就被民進黨譴責，「雙重標準髮夾彎真好用」。
2016年12月6日，社會民主黨譴責，民進黨眼中只有資本家利益而無視九百萬勞工權益，不斷以一例一休、勞工特別休假等看得到卻不一定吃得到的「配套」來強化硬砍勞工七天國定假日的正當性，對資方卑躬屈膝，對勞工軟土深掘，更公然違背2016年總統選舉時「降低年總工時」的承諾。社民黨秘書長伍維婷說，過去勞工往往因為各種因素而未能休完特別休假，勞工甚至因必須看雇主臉色而不敢休特別休假，特別休假根本無法與國定假日相提並論。社民黨召集人陳尚志批評，民進黨的特休辦法是「假裝收買勞工年資5年以下者，實際坑殺勞工年資6年到24年者」，依據勞動部2015年度的統計數據，全體勞工中平均年資不滿5年者主要是15歲到34歲的勞工，多數年資10年以上的中老年勞動者每年僅多得到一天特休，中老年勞動者實際上無法在民進黨的特休辦法下受惠；民進黨執政不過半年就嚴重腐化，為了資本家利益而犧牲勞工休息權，用混淆視聽的一例一休與毫無誠意的「半套勞工特休」強行從勞工手中「換走」七天國定假日，勢必要面對自己粗暴行徑的後果。
2017年3月2日，社會民主黨全國委員苗博雅說，蔡英文曾經承諾縮短勞工年總工時、全面實施周休二日，但蔡英文政府執政後向資方妥協，一例一休還要砍掉七天國定假日。
2017年7月13日，陳建仁與巴拉圭總統奥拉西奥·卡特斯拜訪台南科學園區，台灣人民共產黨總理林德旺等8人拿出黨旗與抗議一例一休的標語，被警方舉牌制止並引導到陳抗區表達訴求後離去。
2017年10月31日，自由台灣黨政策部主任溫朗東諷刺，七休一在國民黨執政下的《勞動基準法》只活了二年就夭折，民進黨執政只花一年多就讓七休一回棺材，「勞工果然是蔡英文心中最軟（土深掘）的一塊」。
2018年10月26日，國民黨推出募款撲克牌「民進黨幹話撲克牌」，黑桃A為蔡英文所稱「勞工永遠是民進黨心裡最柔軟的那一塊」。
2019年2月12日，國民黨台北市議員羅智強說，蔡英文所稱勞工是民進黨心中最軟的一塊，現在社會的解讀是，對民進黨來說，勞工特別美味可口、而且毫無抵抗的能力；雙重標準，是民進黨失去社會信任的根本原因。

### 社會運動團體
2016年10月7日，台灣青年勞動九五聯盟理事胡孟瑀說，民進黨先阻擋砍除勞工七天國定假日、後強推一例一休再砍假，意圖「以次充好」增加特別休假，卻連行政院版草案都沒有，公然背棄自己對勞工團體許下的承諾「實質周休二日」、「主導國會就不砍假」；繼2000年「1周44工時」對「1周42工時」的法案對決以後，民進黨背叛勞工的戲碼再次上演，民進黨從未站在勞工這一邊，民進黨與勞工站在一起的假象只是勞工自作多情罷了；對民進黨而言，既然社會運動是奪權工具，任何進步價值最終都要服膺政治權力之下，正如台獨左派人士黃泰山所說「民進黨只想建立新的現代化國家，從沒說過要照顧底層群眾」；勞工只有認清民進黨的真面目，才不會再次被民進黨背叛。2017年5月2日，胡孟瑀說，一例一休配套砍除勞工七天國定假日，是蔡英文政府爭議最大的勞工政策，戳破蔡英文「全面落實周休二日」的承諾；臺灣鐵路產業工會號召臺灣鐵路管理局員工在春節期間集體「依法休假」回應蔡英文政府的「縮減工時」主張，卻慘遭臺鐵祭出曠職處分，打擊勞工「自立自強」向雇主爭取提高勞動條件的行動，更打臉蔡英文的「落實特休假」政見。
2016年11月15日，2016工鬥連線在立法院舉辦「七天假民間公聽會」，主張中小企業並非如蔡英文所說無法承受勞工七天國定假日。桃園市產業總工會秘書長姚光祖說，根據經濟部中小企業處《2015中小企業白皮書》數據，平均每個中小企業聘用6.18人，中小企業勞工平均一天工資新臺幣1153元；保留勞工七天國定假日，如果勞工出勤，雇主須支付雙倍薪資，以此估算，每年七天國定假日成本為新臺幣49000多元，中小企業並非無法承擔。世新大學社會發展研究所副教授兼台灣高等教育產業工會秘書長陳政亮諷刺，有些人批評保留勞工七天國定假日是紀念威權統治時代，依此思維，新臺幣十元硬幣、新臺幣一百元鈔票都應該丟掉。
2016年11月16日，立法院舉行《勞動基準法》修正案公聽會，由民進黨立法院黨團推薦的台灣勞工陣線理事白正憲上台發言時說，按照勞動部現行函釋，勞工休息日加班每小時加班費比平日晚上加班還少，勞工休息日加班還要多付出通勤成本，勞動部用現行函釋來推動一例一休「確實沒有說服力」。白正憲說，在業界實際上休息日加發1倍工資都找不到人來加班了，根本不可能按照勞動部現行函釋多發0.58倍工資而已，實際上都會多給到1.5倍工資；勞動部現在推的一例一休，休息日加班一天大概是多給1.58倍工資，「跟業界現在給的加班費其實是差不多」。白正憲說，沒有人會反對勞動部所說的「國定假日全國一致」，問題是要公務員加七天假、還是勞工少七天假；公務員加七天假是錦上添花，也沒有聽到有公務員出來喊要加七天假，他認為倒不如趁這次機會訴求勞工所有的假日都比照公務員（例如特別休假跟公務員趨於一致）。勞動人權協會理事長王娟萍大聲質問白正憲，「所以你支持砍七天假？」白正憲沒有當場回應，下台後向其他勞工團體代表說明自己的立場；但其他勞團代表認為白正憲背叛勞工，台灣國際勞工協會理事長陳素香上台發言時點名批評「白正憲，你當了民進黨的樣板傀儡」。台灣電子電機資訊產業工會秘書長林名哲痛批，如果一例一休砍七天假的方案通過，雇主日後開出「月休五天，月薪不到新台幣26000元」的勞動條件將完全合法。由民進黨立法院黨團推薦的中華民國工業區廠商聯合會副總會長任水柳說，勞工七天國定假日被砍的問題，如今統一有週休二日（單週40工時），比2015年多了13天假，就算扣掉7天還是能讓勞工休6天，「如果那7天假真的一定要休到，現在少子化，不如挪移到喪假」；但接著發言的林名哲駁斥，婚喪例假的調整只是一般法規命令，只要行政部門修改就可調整，只是勞動部不做而已。
2016年11月17日，反貧困聯盟召集人簡錫堦說，蔡英文政府推動一例一休及砍掉勞工七天國定假日，太過急躁，未事先與勞工團體溝通，在拍板定案後又迅速在立法院闖關，「至此和勞工的信任度降至冰點，關係破裂」。2017年5月1日，簡錫堦說，蔡英文政府憑「素樸的正義感」推動週休二日政策，但是基本價值不堅，左右搖擺，「猶如父子騎驢般進退失策，讓這次工時改革紛擾不停」；落實與先進國家接軌的週休二日政策，創造勞方、資方、政府三贏的工時改革，蔡英文政府才有可能贏得全民的信任與支持。
2016年11月29日，2016工鬥連線、臺灣鐵路產業工會與復興航空企業工會到立法院前抗議，現場演起行動劇諷刺，蔡英文成天在媒體上說好話，但實際推動蔡英文政府勞動政策的人是柯建銘，讓民眾搞不清楚是「蔡政府」還是「柯政府」在執政，讓「點亮台灣」變成「砍七天假、圖利財團」。
2016年12月2日，台灣社、台灣北社、台灣中社、台灣南社、台灣東社（花蓮）、台灣東社（台東）、台灣客社發出聯合聲明，譴責立法院外勞工團體追打柯建銘的「暴力行為」；聯合聲明表示，勞工團體企圖以「情緒」為由合理化暴力行為，「我們絕不接受」。同日，《苦勞網》諷刺，這些親綠社團用「譴責勞團暴力」帶起公共輿論一陣「反對暴力」的風潮，他們在馬英九政府時期「衝撞的衝撞、丟蛋的丟蛋」的行為「隨著政黨輪替，一切彷彿船過水無痕」；令人質疑，那些在馬英九政府時期「全力支持學生抗爭，甚至鼓勵、歌頌人民使用暴力的合法性」的社團與一眾公共知識分子，在蔡英文政府時期「是否會持續採取全力護航民進黨的姿態，或改採更迂迴的方式自圓其說」。
2016年12月6日深夜，工鬥青年產業後備軍、台灣高等教育產業工會青年行動委員會等青年團體突襲總統官邸，在官邸大門噴漆「砍假總統」、「民主資進黨」抨擊民進黨靠攏資方，並宣告徹底與民進黨決裂。
2017年2月21日，國立中正大學教授兼公民行動影音紀錄資料庫庫長管中祥說，在民進黨主導立法院強行通過一例一休、砍除勞工七天國定假日的同時，公民行動影音紀錄資料庫決定不隨之起舞，維持週休二日、十九天國定假日、國定假日出勤薪資雙倍；因為公民行動影音紀錄資料庫認為，組織的勞動者才是機構的主體，平常工作者的薪資佔了整體支出的七成以上，勞工得到應該享有的休假是「應該」、不是「恩惠」。
2017年3月3日，民進黨立委吳玉琴與台灣社會福利總盟召開記者會指出，社福產業長期與《勞動基準法》衝突，工時限定過於嚴格，讓社福團體在人力應用上面臨困境。台灣老人福利機構協會理事長賴添福說，一例一休導致社福機構人事成本增加，原本「配備比」（照護人力與照護人數的比例）符合標準的部分社福機構必須增加人力，但市場上人力已經不足，社福機構只能讓服務萎縮，可能導致很多人被排除在照顧範圍外。勵馨社會福利事業基金會行政處處長曾孟儀說，勵馨提供的兒童及少年安置服務是「類家庭式照顧」，工時上限12小時破壞了「類家庭式兒少安置機構的核心價值」。台灣社會福利總盟理事長陳節如說，社福團體的組訓、營隊、會議、研習活動、對外宣導工作都必須在例假日實施，實施七休一「對組織業務造成困擾」。
2017年3月14日，桃園市產業總工會顧問毛振飛表示，當時勞團反對用一例一休砍掉7天國定假日，因為一例一休發生很多問題，不只工人的上班有問題、公司排班也有問題；既然林明溱不玩一例一休，「就要回復7天假，勞工才不會兩頭落空」。
2017年5月1日，全國產業總工會理事長兼2017五一大遊行總領隊莊爵安表示，蔡英文政府執政將滿一週年，勞工相關政策與立法皆偏袒資本家，例如一例一休、硬砍勞工七天國定假日；一例一休本意是避免勞工過勞，政府卻又鼓勵雇主濫用變形工時與責任制。
2017年5月15日，台灣獨立建國聯盟舉辦「蔡英文政府執政周年檢討與展望」座談會，國立東華大學教授施正鋒說，蔡英文當選前後都說她的政府將是最會溝通的政府，百姓卻無法理解蔡英文政府化簡為繁的作法：例如同性婚姻立法反覆無常，一例一休過度包裝，司法改革綁手綁腳，年金改革折騰一年，終究還是要回到立法院議場。
2017年11月22日，婦女新知基金會facebook頁面貼出一張宣告與民進黨決裂的紅字圖：「這些日子，你為了慣老闆的利益，減我的薪水，加我的工時，騙我的選票，毀我的未來。衷心感謝你不住的踐踏，為此我許下刻骨銘心的承諾：這輩子不投你了，民進黨。」2017年11月25日，前民進黨立委陳昭南表示，婦女新知基金會是「民進黨創黨以來的堅實盟友」。
2018年12月23日，反教育商品化聯盟、台灣工人先鋒協會、台灣高等教育產業工會青年行動委員會、東吳大學城中跳馬社、高雄醫學大學透明革命、台北市種子清潔勞動合作社、國立政治大學種子社等十多個青年團體在民進黨中央黨部前舉牌抗議，呼喊口號「七天假砍掉、選票一直掉」、「青年爭勞權、還我七天假」。
2022年11月3日，台灣土地正義行動聯盟創盟理事長陳致曉表示，蔡英文每逢選舉就打出「抗中保台」牌來掩蓋蔡英文政府施政問題，包括近年全台灣因土地徵收受迫遷的人數不斷增加、房價高漲、房地產炒作掏空經濟、《勞動基準法》修惡、低薪過勞成為常態；青年人才持續流失、只能赴海外工作，全因政府帶頭採取剝削式的經濟政策掏空台灣。

## 影響

### 勞雇雙方權益
| 區分             | 法規 | 說明 | 備註                                        |
| ---------------- | --- | --- | ------------------------------------------- |
| 「休息日」加班費 | 《勞動基準法》第36條第一項及第三項： 「勞工每七日中應有二日之休息，其中一日為例假，一日為休息日。 雇主使勞工於休息日工作之時間，計入第三十二條第二項所定延長工作時間總數。但因天災、事變或突發事件，雇主使勞工於休息日工作之必要者，其工作時數不受第三十二條第二項規定之限制。」 《勞動基準法》第24條第二項及第三項： 「雇主使勞工於第三十六條所定休息日工作，工作時間在二小時以內者，其工資按平日每小時工資額另再加給一又三分之一以上；工作二小時後再繼續工作者，按平日每小時工資額另再加給一又三分之二以上。 前項休息日之工作時間及工資之計算，四小時以內者，以四小時計；逾四小時至八小時以內者，以八小時計；逾八小時至十二小時以內者，以十二小時計。」 | - 例假日工作，須給予1天的加倍工資，並且補給勞工1天假。 - 休息日工作，時數一律視同加班時數，須給予加班費，但不須補假。 - 休息日工作未超過4小時者，視同加班4小時，並給予至少10小時的平均每小時工資；超過4小時而未超過8小時者，視同加班8小時，並給予至少20又2/3小時的平均每小時工資；超過8小時而未超過12小時者，視同加班12小時，並給予至少31又1/3小時的平均每小時工資。 | [ 43 ] [ 134 ] [ 135 ] [ 136 ]              |
| 勞工「特休假」   | 《勞動基準法》第38條： 勞工在同一雇主或事業單位，繼續工作滿一定期間者，應依下列規定給予特別休假： 1. 六個月以上一年未滿者，3日。 2. 一年以上二年未滿者，7日。 3. 二年以上三年未滿者，10日。 4. 三年以上五年未滿者，每年14日。 5. 五年以上十年未滿者，每年15日。 6. 十年以上者，每一年加給1日，加至30日為止。 | - 工作滿半年未達一年者，就享有3天特休假 - 勞工特別休假實施基準變更。 - 特休假如果沒有休完，主要照發薪資。 | [ 8 ] [ 43 ] [ 44 ] [ 134 ] [ 135 ] [ 136 ] |

### 物價上漲
2017年元旦起，包括運輸、餐飲、醫療等各行各業，藉口一例一休開始實施，紛紛宣布調漲價格、或減少優惠，藉機哄抬物價以及轉嫁人事成本。2017年1月14日，國立臺灣大學國家發展研究所教授辛炳隆分析，一例一休造成的成本增加，多半來自於原本未實施週休二日的公司現在必須讓勞工在休息日上班才能營運，才會有加班費；而且同期還有調高基本工資、勞保費率上漲、以及之前的縮短工時等政策，也是人事費增加的主因；但有學者評估一例一休造成的成本升幅後，認為售價漲幅超過5%並不合理。
2017年4月27日，辛炳隆說，民眾對一例一休的不滿意度主要來自企業藉口實施一例一休惡性漲價，這波物價上漲反應較明顯的是在民生消費品上，因此家庭主婦最反對一例一休；一例一休影響民生物價上漲，有如強迫因低薪而陷入經濟貧困的受雇者接受「斷食療法」。

### 生活便利性影響
由於一例一休要求勞工在第六天出勤時，雇主要給付的加班費比修法前更多，造成雇主人事成本增加，在人力不足且雇主無力應付的情形下，會有縮減業務的情形，如客運減班漲價、超商不再24小時營業或全年無休、醫療機構取消夜間或假日門診等。
2017年1月5日，國立臺灣大學醫學院附設醫院宣布，本年4月起，包括兒童醫院在內的各科門診周六減診，周六門診集中設於兒童醫院，門診化學治療室、輸血中心等則維持原周六的運作。2017年5月28日，高雄長庚醫院宣布，本年6月取消內科、外科周六門診，本年8月取消婦產科、兒科周六門診，原有的周六門診移至周一至周五，總診數不變，未來不排除調整周一至周五夜間門診時間。
2017年2月3日，屏東客運董事長郭子義說，以往屏東客運司機平均月薪是新台幣三萬五千至四萬元，一例一休實施後「領高一點薪水的司機受不能加班影響，衝擊最大」，已有近20位司機離職，故緊急徵調遊覽部司機因應司機短缺，不足部分由領有大客車執照的課長級以上幹部暫代開車；屏東客運也在緊急招募司機但目前招不到人，未來若招募人數不足則先考慮縮減效能不高的路線，若再不能補足員額，「屆時萬一出現『董事長開車』情事，就很轟動了」。
2017年5月22日，首都客運總經理李建文說，一例一休對汽車客運業最大的傷害是長久建立的勞資和諧起了「化學變化」：經歷頻繁勞動檢查、加班費等成本增加等過程，現在資方任何舉動都可能被員工解讀是要規避什麼、設計什麼，原本的互信基礎都崩解了。
2018年8月4日，和欣客運總經理辦公室主任王祖明說，一例一休實施後，汽車客運業者必須增加駕駛和票務、站務等人力及加班費，人事成本提高。

### 其它
2017年2月21日，和碩聯合科技董事長童子賢笑稱，新款iPhone將於本年下半年登場，「現在技術人員非常忙碌，根本無法一例一休，好在實驗室不在台灣」。
2017年4月24日，國立中央大學台灣經濟發展研究中心主任吳大任說，一例一休影響勞工對所得的預期，有勞工面臨老闆不讓加班的情況；年金改革是年輕人看到基金要破產，會影響到對未來所得的看法，待退休者不敢退，已退休者因面臨退休俸減少而不敢消費。
2017年5月20日，宜蘭縣政府舉辦2017宜蘭國際童玩藝術節工讀生甄試，宜蘭縣政府文化局局長李志勇說，本年園區開放時間延長至20點30分，工讀生會分為「早班、晚班」兩班制，以因應一例一休。
2017年5月25日，國家政策研究基金會副研究員林昭禎說，一例一休原本是為了解決過勞而提出，民進黨卻以為提高休息日加班費就能達成「加薪」目的，沒想到適得其反：由於一例一休爭議多，本年1至4月外資來台金額減少；本年1至3月經常性薪資扣除物價漲幅以後，等於實質薪資倒退17年。已故黨外運動人士蘇東啟之長子蘇治灝表示，民進黨懂經濟的少，制定了一部民間不願遵守的惡法，資方無力加班，勞方無班可加，受創最重的是最悲憫無助的基層勞工，諷刺的是這些勞工大多數都是民進黨長期的追隨者。
2017年6月8日，台北市美國商會發布《2017年台灣白皮書》，提出五項建議解決一例一休的不良效應：將四週彈性工時開放至各行業，擴大《勞動基準法》第84條之1適用人員範圍；增加加班規定的合理性，加班時數上限應依照實際工作時數計算；放寬特別休假的管制，包括放寬遞延特休規定；改革新型態勞動管理；精進修法的前置及緩衝措施，包括《勞動基準法》修正前舉行公聽會。
2017年6月24日，義美食品總經理高志明說，很多需要工作增加收入的基層勞工受限於一例一休而無法增加收入，必須做第二份、第三份工作，「對很多單親家庭來說，可能是一種壓力」；兼差是非常危險的，從一個公司或工廠下班騎車去另外一個公司或工廠上班，「體力的消磨比原來可以繼續加班超過40小時的負擔還大」；義美食品會儘量協助有這種需求的員工及其子女，不要讓這些員工冒著風險去做第二份、第三份工作。
2017年6月27日，上銀科技董事長卓永財說，一例一休實施後，周日加班要發3倍薪水、還要補休，工具機上游零組件廠因擔心被檢舉或被勞動檢查而不敢周日加班，下游廠因拿不到上游零組件而無法生產，「全世界沒有這個制度」；全國工業總會已經明講一例一休是200位沒有上班的勞工所作的決定，如果一例一休沒辦法改，就讓後面的選舉去證明，讓那些沒有上班的勞工去投票支持蔡英文政府就好。
2017年7月8日，《自由時報》報導，總統府也遭一例一休波及：總統府工友與司機人力長期不足，已缺額近30人，由於一例一休實施且本年加班費預算不增反減，人力更難調度，本月就有阿卿嫂等3位工友退休，讓工友人力不足問題雪上加霜。同日，總統府發出聲明稿回應，總統府工友、技工及司機的人力運用問題，是因長期人力補充的結構性因素所造成，與一例一休實施並無關聯；一例一休實施後，總統府特別注意工友、技工及司機的勞動權益，一切都在符合相關勞動法令規範下進行人力調度運用。
2017年9月21日，經濟學家克里斯托弗·皮萨里德斯接受《今周刊》專訪時說，他不同意一例一休的強迫勞工休假、禁止勞工加班，「強迫休假，既無助於增加就業，更讓雇主的成本增加」；政府不應該直接規範勞工應該休假幾天、工作幾小時，而應該檢視勞動法規，降低雇主聘僱新員工的成本，以減輕個別勞工的工作量。

## 後續
一例一休實施未滿一年，勞動部即預告將再次大幅修訂，並於2017年10月31日釋出主要修法方向，對一例一休之諸多項目大幅鬆綁，勞工團體認為該修法方向將造成勞權大幅倒退。
原條文規定，勞工每7日中應有2日休息，其中一日為例假，一日為休假。而民進黨主導的修法方向為經中央主管機關指定的行業，雇主經工會或勞資會議同意，例假日可在14天週期內調整，每2週內的例假及休息日至少應有4日、每8週內的例假及休息日至少應有16日。

## 外部連結
- （繁體中文）立法院法律系統-新舊條文對照表（20161206新法V.S.舊法）
- （繁體中文）全國法規資料庫-勞動基準法全文 （页面存档备份，存于）